# Ixia
Die Ixia, auch Ixien, Klebschwertel, Mistelblumen oder Miniaturgladiolen genannt, sind eine Pflanzengattung innerhalb der Familie der Schwertliliengewächse (Iridaceae). Die seit 2016 etwa 100 Arten kommen hauptsächlich in der Capensis vor.

## Beschreibung

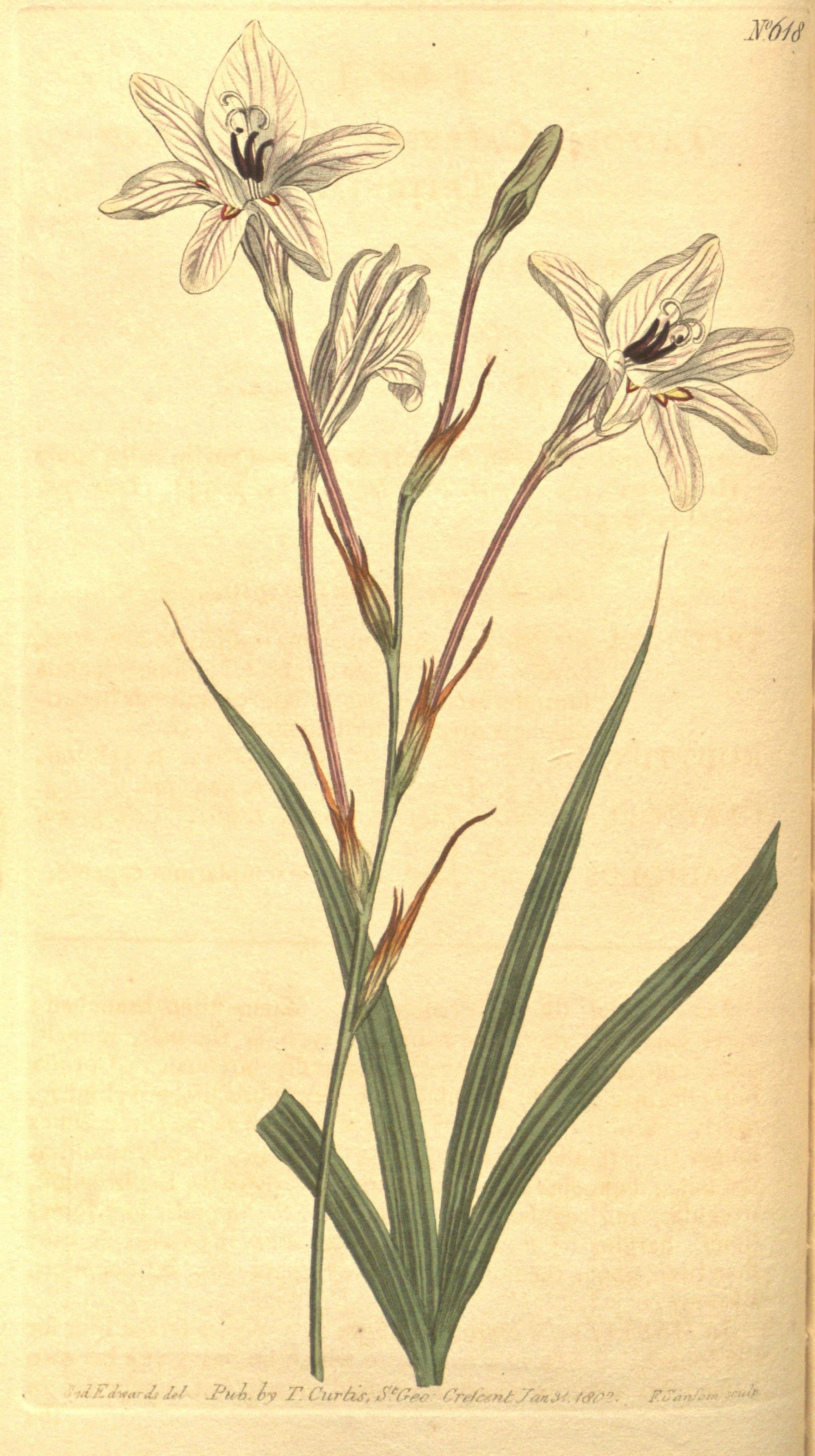
Illustration aus Curtis's Botanical Magazine, Volume 618 von Ixia paniculata

### Vegetative Merkmale
Ixia-Arten wachsen als laubabwerfende, ausdauernde krautige Pflanzen. Sie bilden kleine, kugelige bis eiförmige Knollen, mit häutigen oder faserigen Umhüllungen („Tunika“), als Überdauerungsorgane aus. Laubblätter gibt es nur im Winter. Die grundständigen, einfachen Laubblätter sind flach und parallelnervig. Der Blattrand ist glatt.

### Generative Merkmale
Die endständigen, ährigen Blütenstände sind einfach oder verzweigt; wenn sie verzweigt sind, können sie aus doldigen oder traubigen Teilblütenständen bestehen. Es sind Tragblätter vorhanden. Es sind zwei unterschiedlich aussehende Deckblätter je Blüte vorhanden. Zwei bis viele Blüten sind in den Blütenständen zweizeilig oder spiralig angeordnet. Es sind keine Blütenstiele vorhanden.
Die zwittrigen Blüten sind dreizählig und meist radiärsymmetrisch oder selten zygomorph. Es sind zwei Kreise mit je drei Blütenhüllblättern vorhanden, die in beiden Kreisen gleichgeformt oder verschieden sein können. Die Blütenhüllblätter sind verwachsen. Die über das Tragblatt hinausragende Blütenröhre ist lang zylindrisch und mehr oder weniger gerade. Der freie Bereich der Blütenhüllblätter ist sternförmig ausgebreitet. Die Farben der Blütenhüllblätter reichen von meist weiß über cremefarben, gelb bis orangefarben, oder blau. Es ist nur ein Kreis mit drei meist freien oder an ihrer Basis verwachsenen, fertilen Staubblättern vorhanden. Die Staubblätter sind gleichmäßig um den Griffel angeordnet. Drei Fruchtblätter sind zu einem unterständigen Fruchtknoten verwachsen mit 20 bis 50 Samenanlagen je Fruchtknotenkammer. Der Griffel ist länger als die Staubblätter und endet in drei einfachen Narbenästen, die bis 1 cm lang sind. Es sind Septalnektarien vorhanden.
Die dünnwandigen, dreifächerigen Kapselfrüchte enthalten 20 bis 100 Samen. Die kantigen Samen sind ungeflügelt.
Die Chromosomengrundzahl beträgt x = 10.

## Ökologie
Bei Ixia-Arten handelt es sich um Geophyten.
Die Bestäubung erfolgt durch Insekten. Einige Arten werden durch Bienen und andere durch Käferarten aus der Familie der Scarabaeidae bestäubt. Die langrüsseligen Fliegen Moegistorhynchus longirostris (Nemestrinidae) sowie Philoliche rostrata (Tabanidae) bestäuben Ixia paniculata. Philoliche rostrata bestäuben auch andere langröhrige Ixia-Arten wie Ixia longituba und Ixia pauciflora.

## Standorte
Alle Ixia-Arten gedeihen in den Winterregengebieten.

## Systematik, botanische Geschichte und Verbreitung
Die Gattung Ixia wurde 1762 durch Carl von Linné in Species Plantarum. 2. Auflage. S. 51 aufgestellt. Typusart ist Ixia polystachya L. Homonyme für Ixia L. nom. cons. sind Ixia Muhl. ex Spreng. und Ixia L. (veröffentlicht in Species Plantarum, 1, 1753, S. 36). Der Gattungsname Ixia leitet sich aus dem Griechischen ab und bedeutet verschiedenfarbig oder vom griechischen Wort ixos Mistel (Viscum) ab und bezieht sich auf den Milchsaft. Synonyme für Ixia L. nom. cons. sind: Houttuynia Houtt. nom. rej., Dichone Lawson ex Salisb., Hyalis Salisb. nom. nud., Agretta Eckl. nom. nud., Morphixia Ker Gawl., Wuerthia Regel.
Die Gattung Ixia gehört zur Tribus Croceae (Syn.: Ixieae) in der Unterfamilie der Crocoideae innerhalb der Familie der Schwertliliengewächse (Iridaceae).
Im 18. Jahrhundert stellte man die meisten afrikanischen Arten der Iridaceae mit kleinen, radiärsymmetrischen Blüten in die Gattung Ixia s. l. Viele dieser Arten wurden in die Gattungen Freesia Klatt, Geissorhiza Ker Gawl., Hesperantha Ker Gawl., Tritonia Ker Gawl., Aristea Aiton, Babiana Ker Gawl. und Lapeirousia Pourret gestellt. John Bellenden Ker Gawler umschrieb 1804 die Gattung Ixia zum ersten Mal in etwa im Umfang, den sie auch nach molekulargenetischen Untersuchungen aufweist. John Gilbert Baker gliederte 1896 die Gattung Ixia in vier Untergattungen. G. J. Lewis gegliederte 1962 die Gattung Ixia in vier Sektionen, dies wurde 1999 durch De Vos bestätigt.
Die Gattung Ixia wird in vier Sektionen gegliedert:
- Ixia sects. Dichone (Salisb. ex Baker) Goldblatt & J.C.Manning: Sie enthält etwa 17 Arten.[2]
- Ixia sect. Hyalis (Baker) Diels: Sie enthält etwa 19 Arten.[2]
- Ixia sects. Ixia: Sie enthält etwa 29 Arten.[2]
- Ixia sect. Morphixia (Ker Gawl.) Pax (Syn.: Morphixia Ker Gawl.): Sie enthält etwa 34 Arten.[2]

Ixia-Arten kommen nur in der Capensis und in der Roggeveld-Schichtstufe vor. Ihr Verbreitungsgebiet erstreckt sich am nordwestlichsten Namaqualand durch die Kaphalbinsel, im Binnenland bis in die Karoo und ostwärts bis in die südlichen Bereiche des Ostkaps. Sie gedeihen hauptsächlich in Gebieten mit Winterregen. Die meisten Arten gibt es rund um Caledon, Wellington, Paarl, Stellenbosch, Tulbagh, Malmesbury, Piketberg und Clanwilliam.

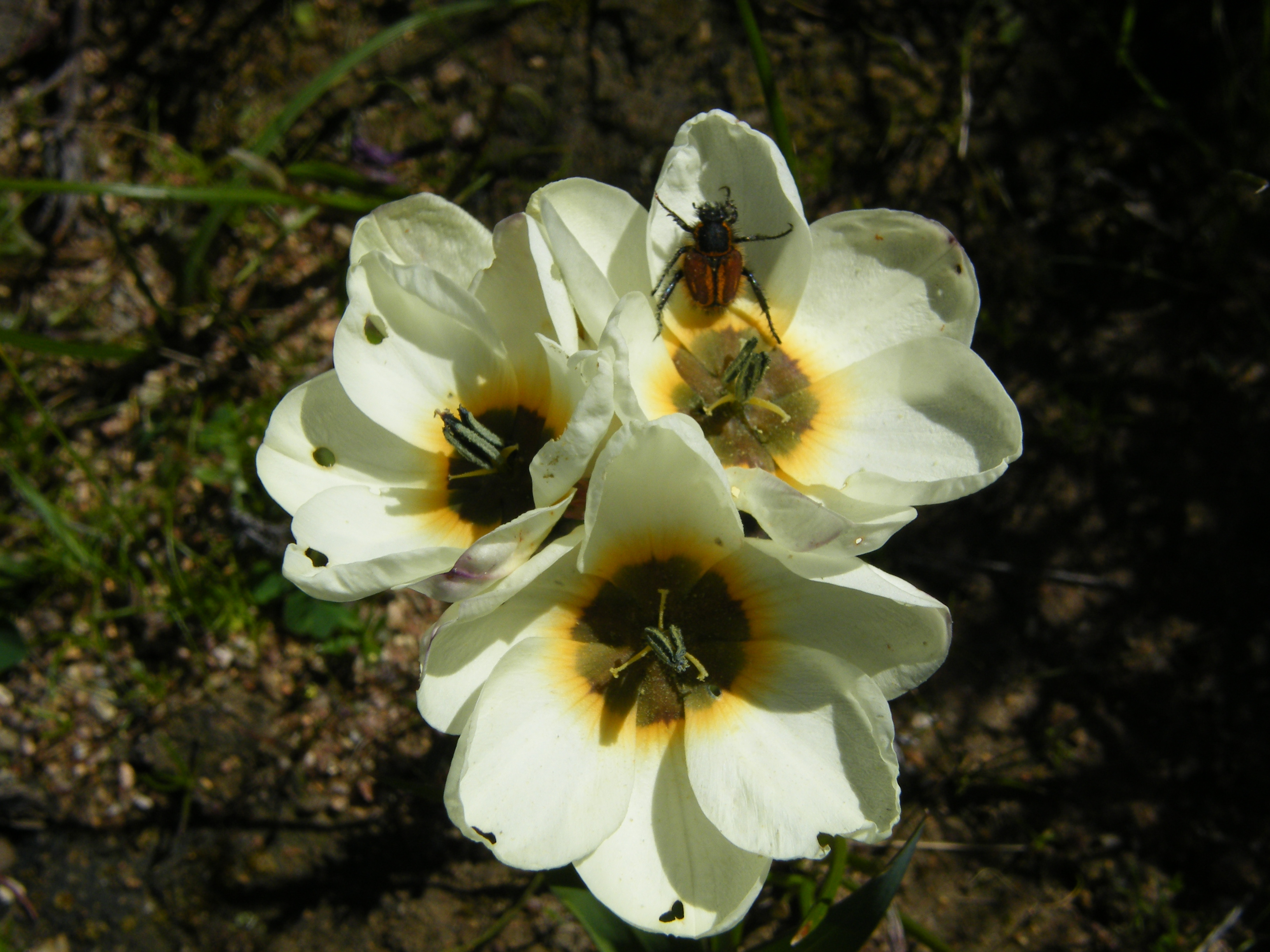
Blüten von Ixia abbreviata

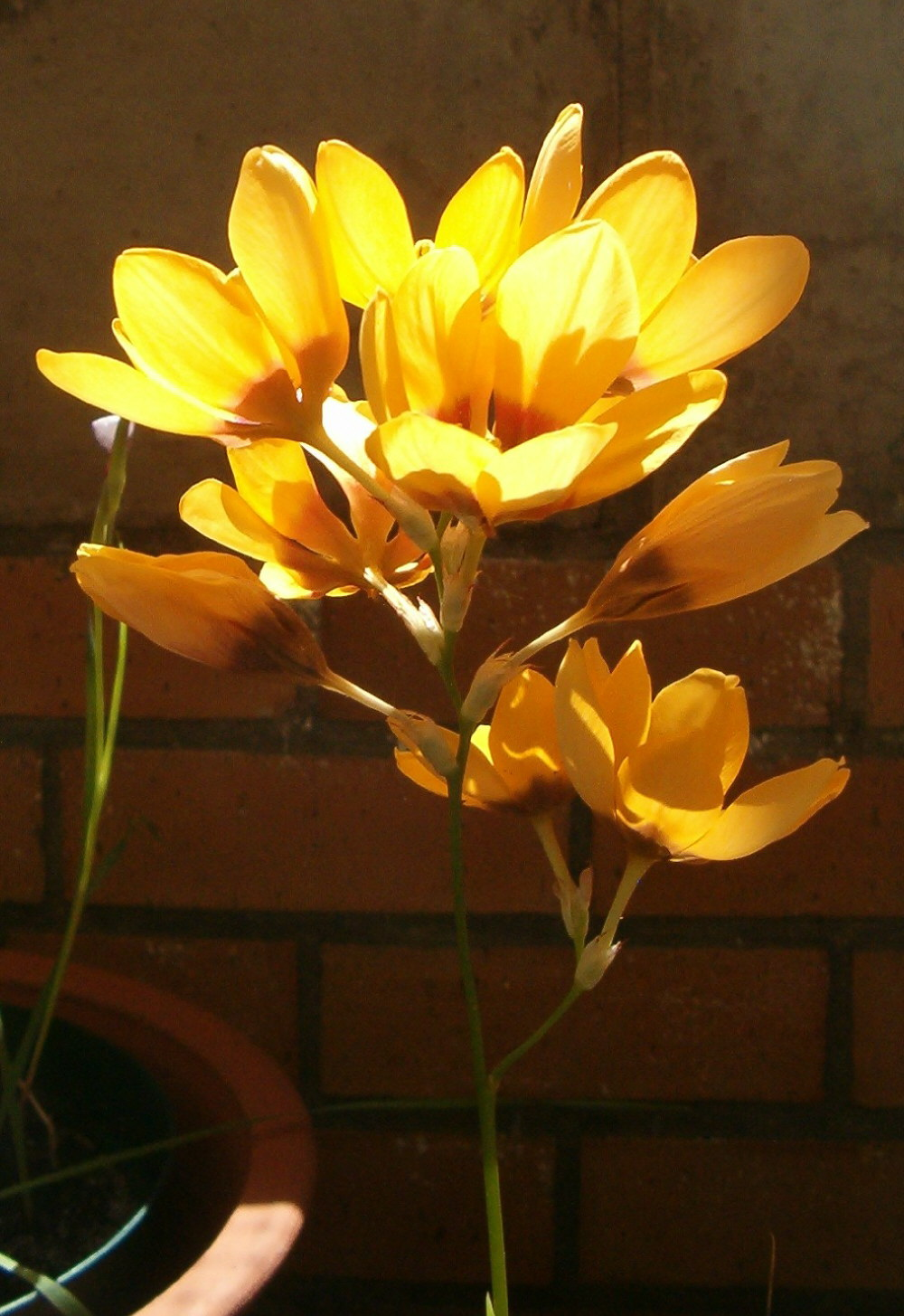
Blütenstand von Ixia curta

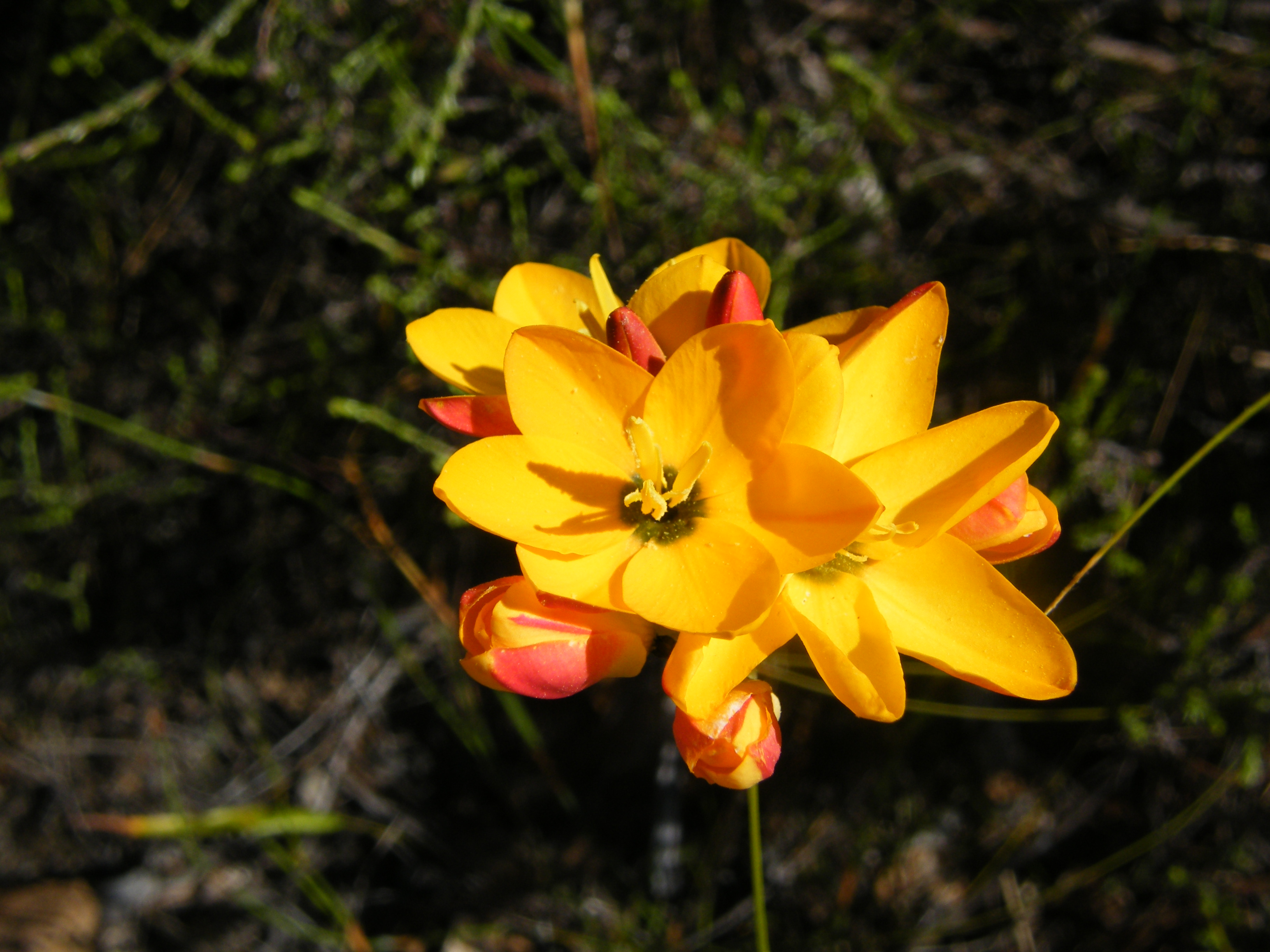
Ixia dubia

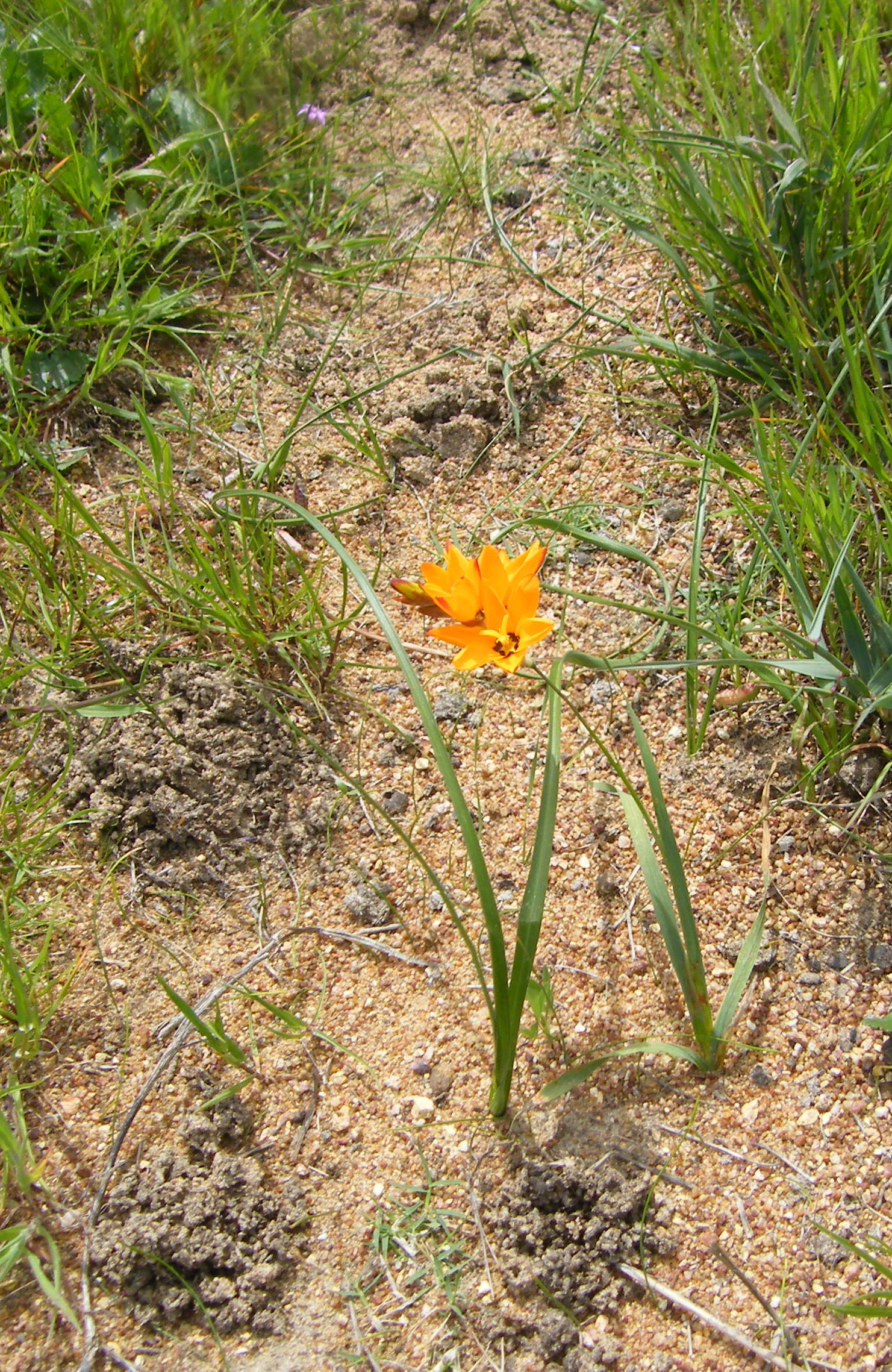
Habitus von Ixia maculata

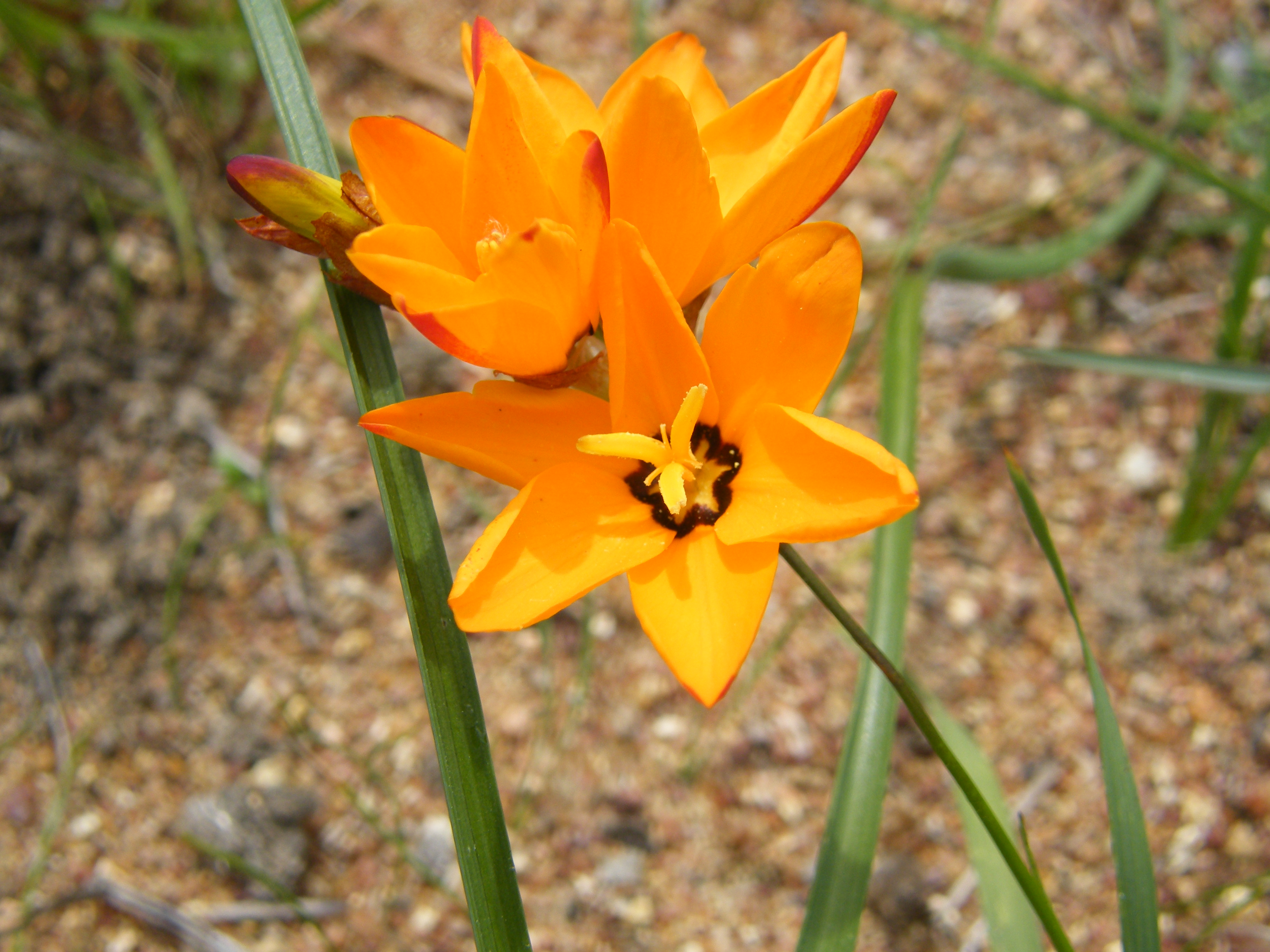
Blütenstand von Ixia maculata

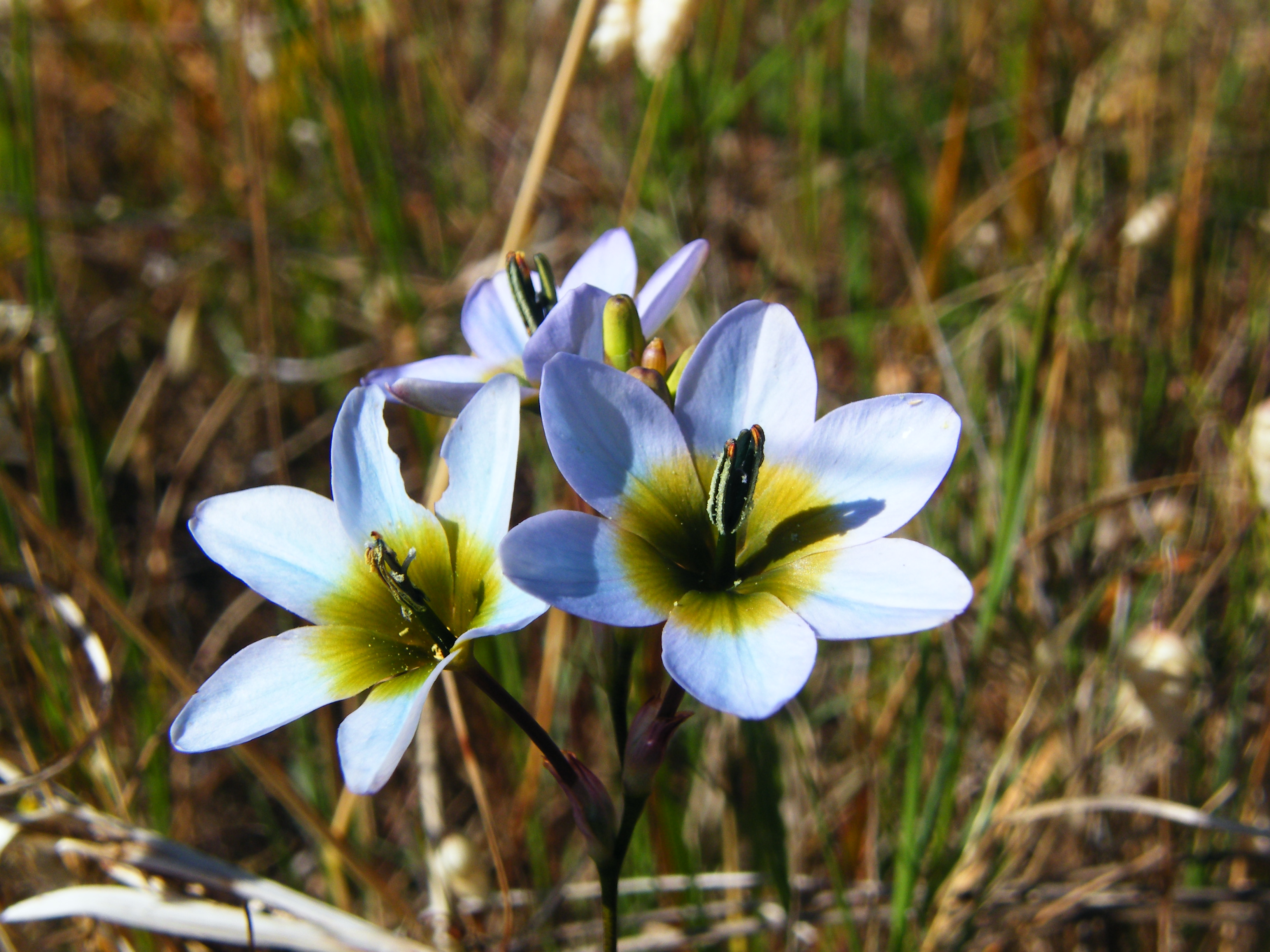
Blütenstand von Ixia monadelpha

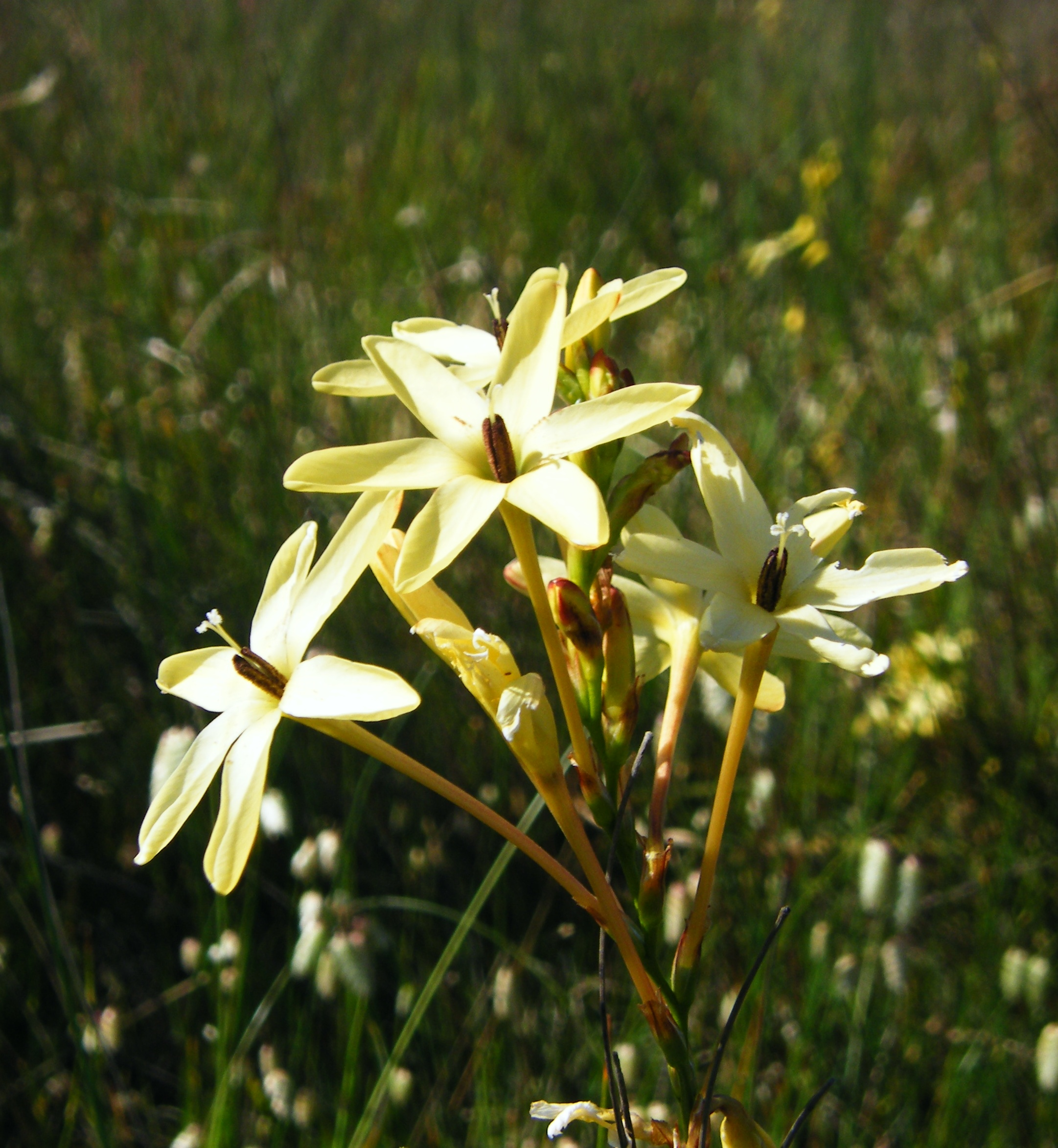
Blütenstand mit Blüten im Detail von Ixia paniculata

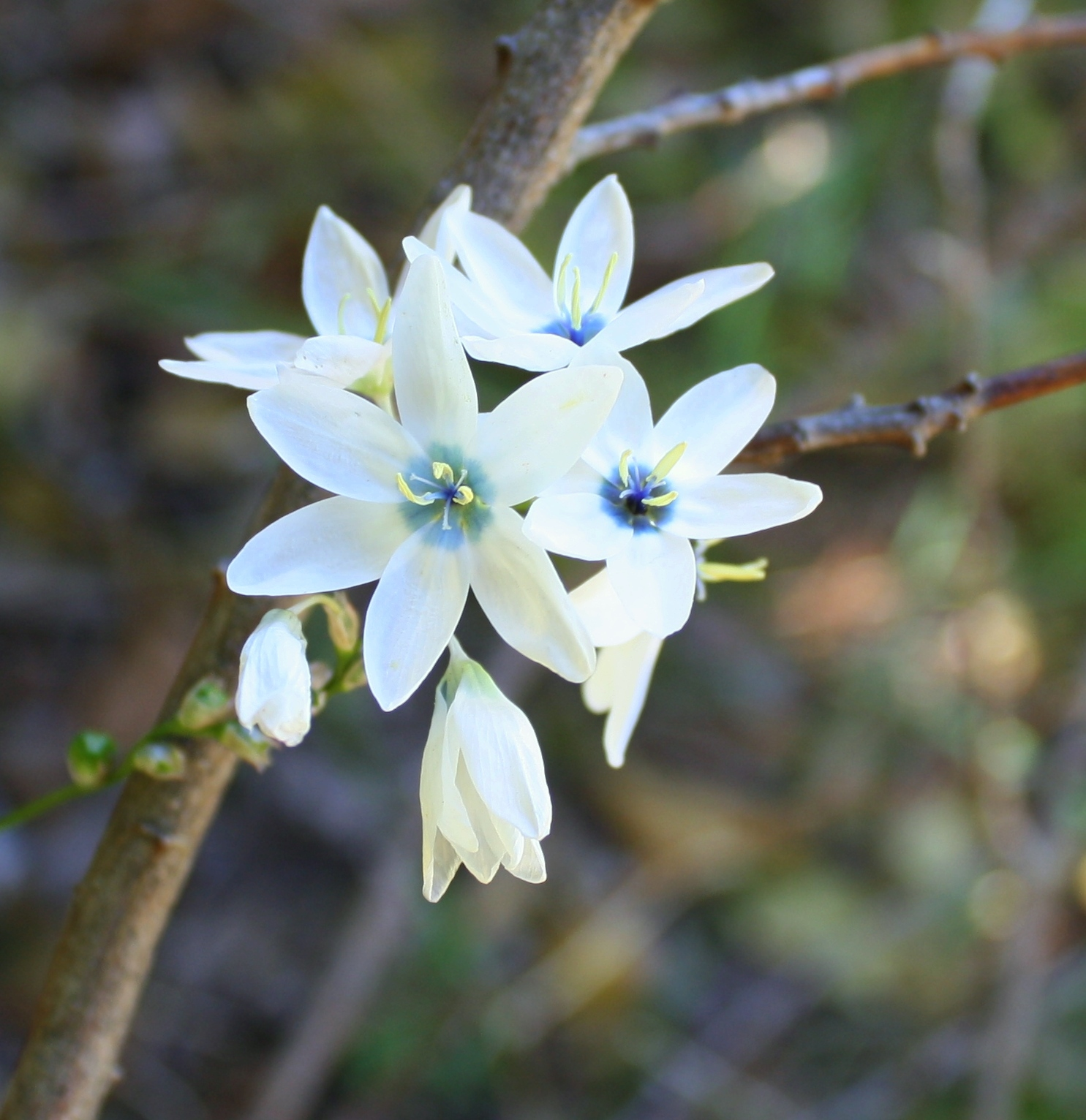
Blütenstand von Ixia polystachya, deren Blüten ein blaues Saftmal besitzen

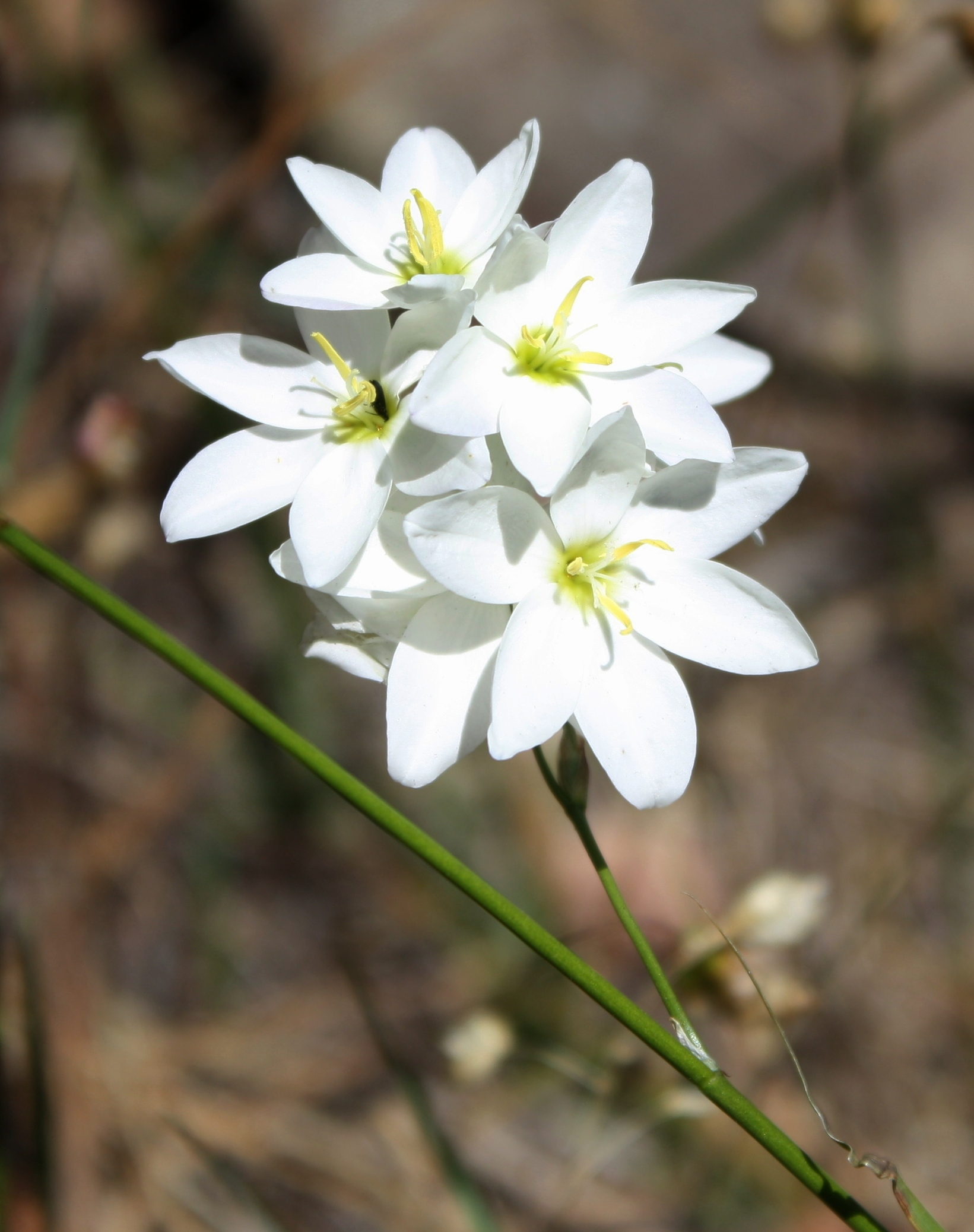
Blütenstand von Ixia polystachya, deren Blüten ein gelbes Saftmal besitzen

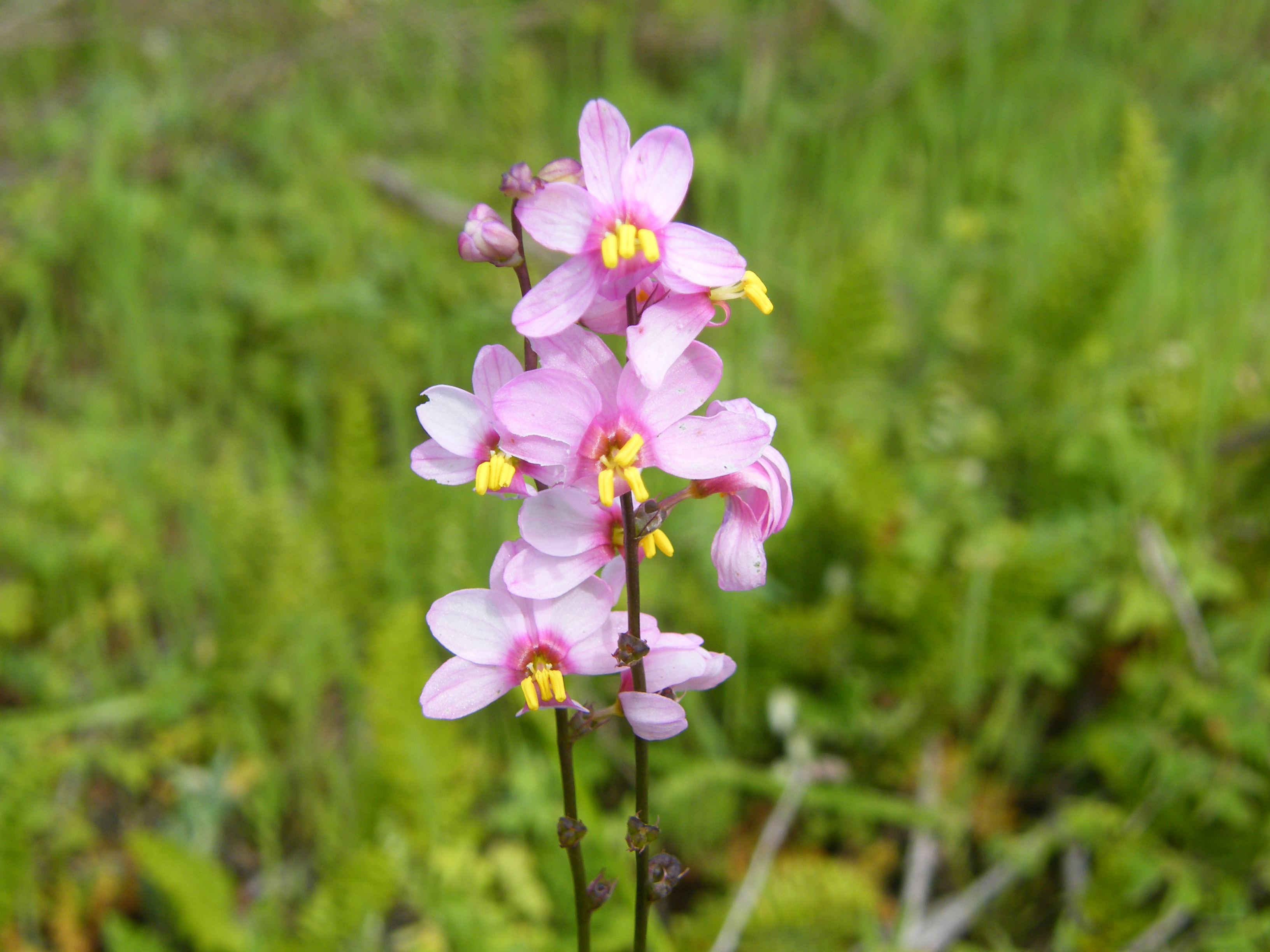
Blütenstände von Ixia scillaris

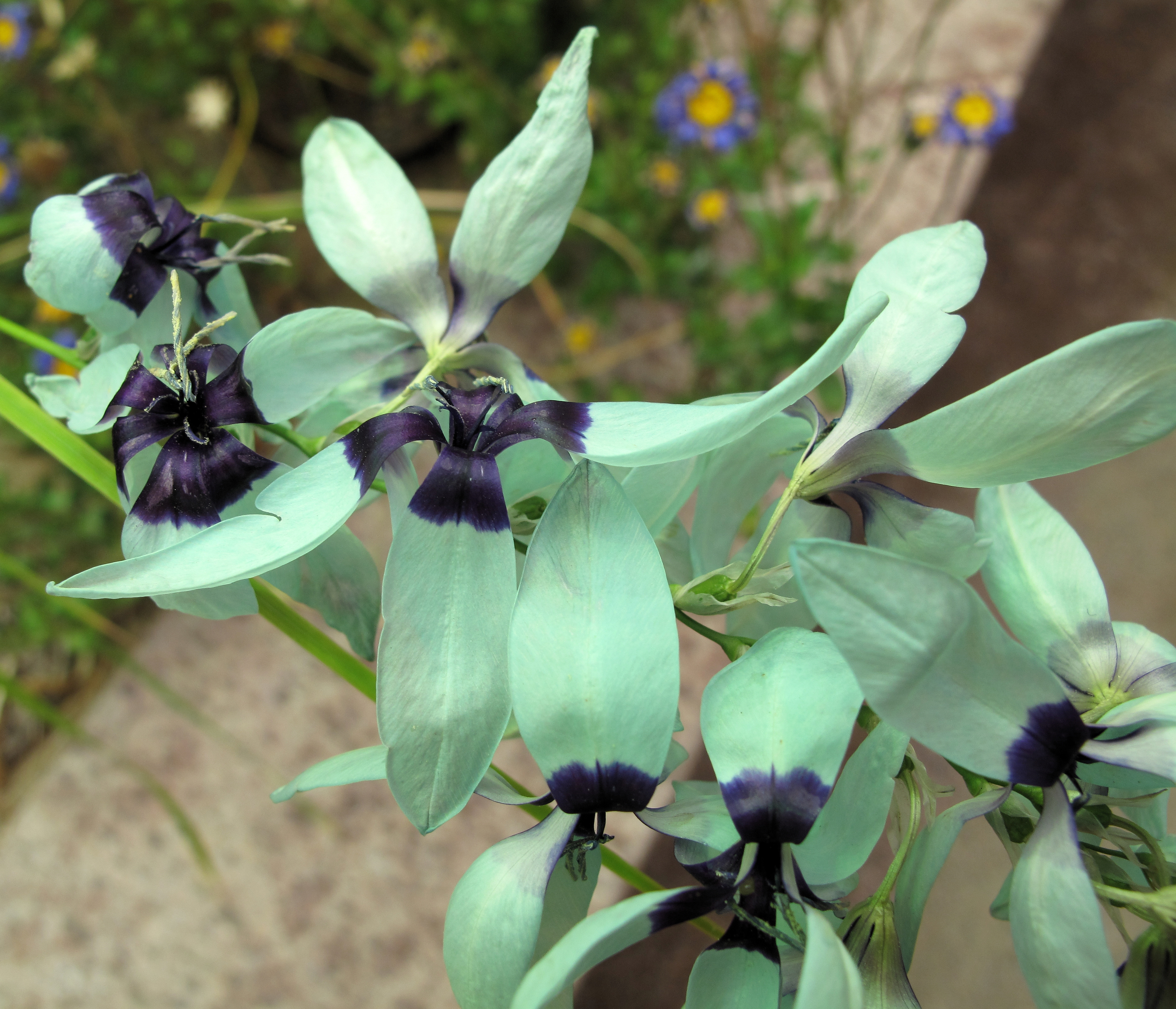
Ausschnitt eines Blütenstand mit Blüten im Detail von Ixia viridiflora

Es gibt seit 2016 etwa 100 Ixia-Arten:
- Ixia abbreviata Houtt.: Es gibt zwei Varietäten:
  - Ixia abbreviata Houtt. var. abbreviata (Syn.: Ixia conferta var. ochroleuca (Ker Gawl.) G.J.Lewis, Ixia lutea Eckl.): Dieser Endemit kommt von Piketberg bis Paarl im Westkap vor. Mindestens 85 % der Habitate im Tiefland-Fynbos sind hauptsächlich durch Landwirtschaftsflächen verloren gegangen. Die restlichen 10 bis 16 Fundorten sind voneinander isoliert und degradiert. Invasive Pflanzenarten und Buschbrände bedrohen die Bestände. Sie wurde in der Roten Liste der gefährdeten Pflanzenarten Südafrikas als „Near Threatened“ = „gering gefährdet“ bewertet.[8]
  - Ixia abbreviata var. ovata (Andrews) Goldblatt & J.C.Manning (Syn.: Ixia capitata var. ovata Andrews, Ixia conferta R.C.Foster, Ixia lutea var. ovata (Andrews) B.Nord.): Dieser Endemit kommt heute nur noch von Piketberg bis Porterville, früher auch in Darling und Citrusdal im Westkap vor. Etwa 90 % der Habitate im Tiefland-Fynbos sind hauptsächlich durch Landwirtschaftsflächen verloren gegangen. Es sind nur acht Aufsammlungen bekannt. Einige Bestände sind kleiner als 100 Exemplare. Die Bestände nehmen weiter ab. Sie wurde 2011 in der Roten Liste der gefährdeten Pflanzenarten Südafrikas als „endangered“ = „stark gefährdet“ bewertet.[8]
- Ixia acaulis Goldblatt & J.C.Manning: Von diesem Endemiten sind nur drei Fundorte in Knersvlakte im Westkap bekannt. Er gedeiht im Sukkulentenkaroo-Buschland in Felsspalten oder Spalten zwischen Felsblöcken auf Kalksteingraten. Alle Standorte sollen als Kalksteinbruch dienen, bisher sind erst kleine Bereiche vom Abbau betroffen. Zwei der Habitate sind klein mit nur 50 Exemplaren, der dritte Fundort enthält etwa 1500 Exemplare. Die Bestände nehmen ab. Sie wurde in der Roten Liste der gefährdeten Pflanzenarten Südafrikas als „endangered“ = „stark gefährdet“ bewertet.[8]
- Ixia alata Goldblatt & J.C.Manning: Von diesem Endemiten sind nur zwei etwa 25 km voneinander entfernte Fundorte in der Roggeveld-Schichtstufe südlich von Calvinia im Nordkap bekannt. An dem einen Fundort gibt es drei große Populationen und an dem anderen Fundort wenige Horste. Die Fundorte sind durch Ackerbau und Dammbau gefährdet. Sie wird in der Roten Liste der gefährdeten Pflanzenarten Südafrikas als „vulnerable“ = „gefährdet“ eingestuft.[8]
- Ixia alticola Goldblatt & J.C.Manning: Sie wurde 2016 erstbeschrieben. Dieser Habitatspezialist ist nur aus dem Westkap bekannt.[8]
- Ixia altissima Goldblatt & J.C.Manning: Dieser Endemit kommt nur in Cederberg im Westkap vor. Die Bestände gelten als stabil. Sie wurde 2014 in der Roten Liste der gefährdeten Pflanzenarten Südafrikas als „Rare“ = „selten, aber nicht gefährdet“ bewertet.[8]
- Ixia angelae Goldblatt & J.C.Manning: Sie wurde 2016 erstbeschrieben. Dieser Habitatspezialist ist nur von einem Fundort im Westkap bekannt. Sie gedeiht an feuchten Standorten zwischen Felsen an Wasserfällen und Sickerstellen. Dieser Fundort ist gut geschützt. Sie wurde 2015 in der Roten Liste der gefährdeten Pflanzenarten Südafrikas als „Rare“ = „selten, aber nicht gefährdet“ bewertet.[8]
- Ixia atrandra Goldblatt & J.C.Manning: Von diesem Endemiten sind nur zwei Fundorte bekannt. Er kommt nur von Villiersdorp bis Worcester im Westkap vor. Er gedeiht im Renosterveld auf Lehmböden über Schiefergestein der Bokkeveld-Series. Der Bestand auf der Avondrust-Farm ist potentiell durch Weingärten gefährdet, aber der Bestand auf den Brandvlei-Hügeln scheint sicher zu sein. Sie wurde 2008 in der Roten Liste der gefährdeten Pflanzenarten Südafrikas als „endangered“ = „stark gefährdet“ bewertet.[8]
- Ixia aurea J.C.Manning & Goldblatt: Dieser Endemit kommt nur von Piketberg bis Citrusdal und Darling im Westkap vor. Er gedeiht im Fynbos über Granit. Diese sehr seltene Art ist nur von wenigen Aufsammlungen bekannt. Die weit voneinander isolierten Fundorte sind auf vielfältige Weise beeinträchtigt. Ihr Verbreitungsgebiet ist der am stärksten anthropogen beeinträchtigte Bereich des Westkap. Da sie zwei anderen gelbblühenden Arten sehr ähnlich sieht, ist nicht sicher, dass es tatsächlich nur noch drei Fundorte gibt. Sie wurde in der Roten Liste der gefährdeten Pflanzenarten Südafrikas als „endangered“ = „stark gefährdet“ bewertet.[8]
- Ixia bellendenii R.C.Foster (Syn.: Ixia longituba var. bellendenii (R.C.Foster) M.P.de Vos, Morphixia paniculata var. rochensis (Ker Gawl.) Baker): Dieser Endemit ist nur von einem Fundort in den Riviersonderend-Bergen, Jonaskop im Westkap bekannt. Er gedeiht im Fynbos im lehmigen Sand zwischen Felsen im unteren bis mittleren Bereich von Nordhängen. Der Fundort ist geschützt und so ist der stabile Bestand nicht gefährdet. Sie wurde 2012 in der Roten Liste der gefährdeten Pflanzenarten Südafrikas als „Rare“ = „selten, aber nicht gefährdet“ bewertet.[8]
- Ixia bifolia Goldblatt & J.C.Manning: Dieser Endemit kommt nur auf dem Caledon- und Shaw-Pass vor. Er gedeiht im Fynbos auf steinigen Lehmböden. Es gibt nur zwei 15 km weit voneinander isolierte Fundorte. Die Bestände sind durch Landwirtschaft und invasive Pflanzenarten gefährdet. Sie wird in der Roten Liste der gefährdeten Pflanzenarten Südafrikas als „Critically Endangered“ = „vom Aussterben bedroht“ bewertet.[8]
- Ixia brevituba G.J.Lewis (Syn.: Ixia amethystina J.C.Manning & Goldblatt): Dieser Endemit kommt nur in der Roggeveld-Schichtstufe südwestlich von Middelpos im Nordkap vor. Er gedeiht im Renosterveld auf steinigen, leichten Lehmböden. Der gesamte Bestand liegt im neuhinzugekommenen Teil des Tankwa-Karoo-Nationalparks und ist deshalb geschützt und stabil. Sie wurde in der Roten Liste der gefährdeten Pflanzenarten Südafrikas als „Rare“ = „selten, aber nicht gefährdet“ bewertet.[8] Die Chromosomenzahl beträgt 2n = 20.[5]
- Ixia brunneobractea G.J.Lewis: Dieser Endemit kommt nur im Bokkeveld Escarpment im Nordkap vor. Er gedeiht im Fynbos an saisonal feuchten oder sumpfigen Standorten in tiefgründigen sandigen Böden. Die noch verbliebenen fünf bis zehn Fundorte sind durch die Ausweitung des Anbaues von Rooibos-Tee gefährdet. Die Bestände nehmen fortlaufend ab. Sie wird in der Roten Liste der gefährdeten Pflanzenarten Südafrikas als „vulnerable“ = „gefährdet“ eingestuft.[8]
- Ixia calendulacea Goldblatt & J.C.Manning (Syn.: Ixia maculata var. intermedia G.J.Lewis): Den Rang einer Art hat sie seit 2010. Sie ist auf den Küstenebenen der Westküste von Groenrivier Mouth bis Langebaan und im Inland bis Porterville sowie zum Olifants River-Tal in den Provinzen Nord- sowie Westkap verbreitet. Ein isolierter Fundort auf der Kapebene wurde gemeldet, ob er natürlich ist oder durch Verwilderung entstanden ist, kann nicht ermittelt werden. Sie gedeiht im Fynbos in tiefgründigen, gut-drainierten sandigen Böden. Von den vielen historischen Fundorten sind nur 13 und 25 verblieben. Verstädterung und Landwirtschaft sind die Hauptgründe für den Habitatverlust. Die Bestände nehmen fortlaufend ab. Sie wurde 2011 in der Roten Liste der gefährdeten Pflanzenarten Südafrikas als „Near Threatened“ = „gering gefährdet“ bewertet.[8]
- Ixia campanulata Houtt.: Dieser Endemit kommt nur in Tulbagh, Paarl und Worcester im Westkap vor. Er gedeiht an Übergängen von Renosterveld und Fynbos an der Basis von Bergketten. Es sind nur fünf Fundorte bekannt. Die Bestände nehmen fortlaufend durch Ausweitung von Weingärten ab. Sie wurde in der Roten Liste der gefährdeten Pflanzenarten Südafrikas als „endangered“ = „stark gefährdet“ bewertet.[8]
- Ixia capillaris L. f.: Sie ist im West- sowie Nordkap verbreitet. Die Bestände gelten als stabil. Sie wird in der Roten Liste der gefährdeten Arten Südafrikas als „least concern“ = „nicht gefährdet“ eingestuft.[8]
- Ixia cedarmontana Goldblatt & J.C.Manning: Dieser Endemit kommt nur in den Cederbergen, Koue Bokkeveld und Groot Winterhoek-Bergen im Westkap vor. Er gedeiht im Fynbos auf feuchten Sandsteinebenen, an Quellen und saisonalen Sümpfen. Alle Fundorte liegen in gut geschützten Berggebieten, deshalb gelten die Bestände als stabil. Sie wird in der Roten Liste der gefährdeten Arten Südafrikas als „least concern“ = „nicht gefährdet“ eingestuft.[8]
- Ixia cochlearis G.J.Lewis: Über diesen Endemiten ist wenig bekannt. Er gedeiht im Fynbos im unteren Bereich von felsigen Granithängen in Stellenbosch, Jonkershoek Valley im Westkap. Er wurde zuletzt 1946 gesammelt. Das kleine Verbreitungsgebiet ist weitgehend in Nutzholzplantagen umgewandelt. Das Gebiet oberhalb der Forstplantagen ist gut geschützt, aber dort wurde diese Art nicht gefunden. Falls es Exemplare im Forst gibt, könnte das Problem sein, dass diese Art vielleicht nur nach Buschbränden blüht, die im Forst sofort gelöscht werden. Da es nicht möglich war, diese Art seit 1946 wiederzufinden, konnte 2012 keine Aussage zum Bestand gemacht werden, nur soviel, dass die Bestände vielleicht erloschen sind.[8]
- Ixia collina Goldblatt & Snijman: Dieser Endemit kommt nur Breede River Valley in der Umgebung von Worcester im Westkap vor. Er gedeiht im Fynbos an feuchten Südhängen. Die nur drei Fundorte sind stark durch Landwirtschaft und Verstädterung beeinträchtigt und gefährdet. Die Bestände nehmen fortlaufend ab. Sie wurde in der Roten Liste der gefährdeten Pflanzenarten Südafrikas als „endangered“ = „stark gefährdet“ bewertet.[8]
- Ixia confusa (G.J.Lewis) Goldblatt & J.C.Manning (Syn.: Ixia micrandra var. confusa G.J.Lewis): Sie hat 2012 den Rang einer Art. Sie ist in Riviersonderend, Langeberg, Groot Swartberg und in der Outeniqua-Bergkette sowie südwärts über die Overberge bis zur südlichen Kapküste im Westkap verbreitet. Sie gedeiht auf tonigem Lehm in einer Übergangs-Renosterveld-Vegetation auf tieferen feuchten Südhängen. Die vielen Fundorte sind sehr unterschiedlich durch vielfältige Gründe beeinträchtigt. Obwohl es gefährdete Bestände gibt, gilt die Entwicklung für diese Art als stabil. Sie wird 2014 in der Roten Liste der gefährdeten Arten Südafrikas als „least concern“ = „nicht gefährdet“ eingestuft.[8]
- Ixia curta Andrews: Dieser Endemit kommt nur von Darling bis Malmesbury im Westkap vor. Er gedeiht im Fynbos in der Ebene sowie an Hängen. Es sind nur sechs Fundorte bekannt. Es gingen Flächen durch Landwirtschaft und Verstädterung verloren. Die Bestände nehmen fortlaufend durch Landwirtschaft, Verstädterung und invasive Pflanzenarten ab. Sie wird in der Roten Liste der gefährdeten Pflanzenarten Südafrikas als „vulnerable“ = „gefährdet“ eingestuft.[8]
- Ixia curvata G.J.Lewis: Dieser Endemit kommt nur vom Hantamsberg nahe Calvinia bis zur Roggeveld-Schichtstufe nahe Middelpos im Nordkap vor. Diese Art ist nur von wenigen Aufsammlungen bekannt, doch ist dieses Gebiet botanisch wenig untersucht. Sie wird 2014 in der Roten Liste der gefährdeten Arten Südafrikas als „least concern“ = „nicht gefährdet“ eingestuft.[8]
- Ixia divaricata Goldblatt & J.C.Manning (Syn.: Ixia latifolia var. angustifolia G.J.Lewis, Ixia rapunculoides var. rigida G.J.Lewis, Ixia rapunculoides var. subpendula G.J.Lewis): Sie ist von den südwestlichen Cederbergen östlich von Citrusdal über Koue Bokkeveld bis zu den Hex-River-Bergen im Westkap verbreitet. Sie gedeiht im Fynbos auf saisonal feuchten, steinigen Sandsteinebenen, in felsigen Bergregionen. Die meisten Bestände sind stabil, doch wenige Bestände sind durch Obstgärten bedroht. Sie wird in der Roten Liste der gefährdeten Arten Südafrikas als „least concern“ = „nicht gefährdet“ eingestuft.[8]
- Ixia divaricata Goldblatt & J.C.Manning × Ixia latifolia D.Delaroche: Es handelt sich um eine Naturhybride.[8]
- Ixia dolichosiphon Goldblatt & J.C.Manning: Dieser seltene Endemit ist nur von einem Fundort im Hex River-Tal auf den unteren Bereichen von Südhängen des Keeromsberg im Westkap bekannt. Sie blüht nur nach Buschbränden und wurde zuletzt 1993 beobachtet. Dieser einzige Fundort ist potentiell durch Ausweitung von Weingärten bedroht. Es wäre denkbar, dass es am Keeromsberg weitere Bestände gibt, da sie ja nur nach Bränden entdeckt werden können. Sie gedeiht im Fynbos an steinigen Südhängen über Sandstein. Sie wird in der Roten Liste der gefährdeten Pflanzenarten Südafrikas als „vulnerable“ = „gefährdet“ eingestuft.[8]
- Ixia dubia Vent. (Syn.: Ixia frederickii M.P.de Vos): Sie kommt von Piketberg bis Caledon im Westkap vor. Sie gedeiht im Fynbos in Ebenen und an Hängen über Sandstein sowie Granit. Obwohl viele Flächen verloren gingen, sind noch 30 bis 50 Fundorte bekannt. Die Bestände nehmen durch Landwirtschaft, Verstädterung und invasive Pflanzenarten ab, dies führt aber zu keiner Bedrohung dieser Art.[8]
- Ixia ecklonii Goldblatt & J.C.Manning: Diese Art ist nur von der Typusaufsammlung im Olifants River-Tal nahe Citrusdal im Westkap aus dem frühen 19. Jahrhundert bekannt. Dieses Gebiet ist botanisch gut untersucht, aber diese Art wurde nie wiedergefunden. Dieses Gebiet ist heute in Zitrus-Plantagen umgewandelt. Diese Art ist vielleicht ausgestorben. Sie wird 2012 in der Roten Liste der gefährdeten Pflanzenarten Südafrikas als „Critically Endangered“ = „vom Aussterben bedroht“ und vielleicht ausgestorben bewertet.[8]
- Ixia erubescens Goldblatt: Dieser Endemit kommt von Piketberg und Tulbagh bis Caledon im Westkap vor. Er gedeiht im Fynbos in saisonalen Sümpfen auf schwerem Lehm oder granitischen Alluvialböden. Über 80 % des ursprünglichen Areals gingen durch Ackerbau und Verstädterung verloren. Die restlichen sieben bis zehn kleinen Fundorte sind weit voneinander isoliert. Die restlichen Bestände nehmen fortlaufend durch Habitatdegradation und -verlust, Überweidung, Buschbrände und Verdrängung durch invasive Pflanzen ab. Sie wurde 2014 in der Roten Liste der gefährdeten Pflanzenarten Südafrikas als „endangered“ = „stark gefährdet“ bewertet.[8]
- Ixia esterhuyseniae M.P.de Vos: Dieser seltene Endemit besitzt ein Areal von nur 11 km² in den Hottentots Holland-Bergen im Westkap. Er gedeiht im Fynbos auf drainierten Sickerbändern an oberen Bereichen von Sandsteinhängen in Höhenlagen von 900 bis 1200 Metern. Das Habitat liegt in einer geschützten Bergregion ohne Gefährdung, deshalb gelten die Bestände als stabil. Sie wurde in der Roten Liste der gefährdeten Pflanzenarten Südafrikas als „Rare“ = „selten, aber nicht gefährdet“ bewertet.[8]
- Ixia flagellaris Goldblatt & J.C.Manning: Dieser Endemit besitzt nur ein Areal von 85 km² in den Cederbergen und Koebee-Bergen. Er gedeiht im Fynbos auf feuchten, sandigen Ebenen. Die Bestände sind in ihren Gebirgshabitaten gut geschützt und gelten als stabil. Es gibt nur wenige Herbarbelege, dies liegt an der Unzugänglichkeit des Verbreitungsgebietes und es gibt vielleicht mehr Fundorte als bis jetzt bekannt sind. Sie wurde in der Roten Liste der gefährdeten Pflanzenarten Südafrikas als „Rare“ = „selten, aber nicht gefährdet“ bewertet.[8]
- Ixia flexuosa L.: Über diese Art ist 2005 nichts bekannt. Sie kommt wohl im Westkap vor. Die Bestände gelten als stabil. Sie wird in der Roten Liste der gefährdeten Arten Südafrikas als „least concern“ = „nicht gefährdet“ eingestuft.[8]
- Ixia fucata Ker Gawl.: Dieser Endemit kommt nur am Hex River, Keeromsberg sowie in den westlichen Langebergen im Westkap vor. Sie gedeiht im Fynbos nur in größeren Höhenlagen an felsigen Sandsteinhängen. Sie ist zwar selten, aber die Bestände gelten als stabil. Sie wurde in der Roten Liste der gefährdeten Pflanzenarten Südafrikas als „Rare“ = „selten, aber nicht gefährdet“ bewertet.[8]
- Ixia gloriosa G.J.Lewis: Dieser Endemit kommt nur von Montagu bis Barrydale im Westkap vor. Es sind nur noch vier Fundorte bekannt. Die Bestände nehmen fortlaufend durch Weingärten und Straßenbau ab. Sie gedeiht im Fynbos an den unteren Bereichen von Berghängen. Sie wurde 2006 in der Roten Liste der gefährdeten Pflanzenarten Südafrikas als „endangered“ = „stark gefährdet“ bewertet.[8]
- Ixia helmei Goldblatt & J.C.Manning: Sie wurde 2016 erstbeschrieben. Sie wurde nur an einem von Feldern umgebenen Standort im Western Rûens Shale Renosterveld im Westkap gefunden.[8]
- Ixia latifolia D.Delaroche: Sie ist in Koue Bokkeveld entlang des Randes der Tanqua-Karoo bis zum Klein Swartberg und den Südhängen des Gamkaberges im West verbreitet. Sie gedeiht auf lehmigen, tonigen und sandigen Böden im Renosterveld sowie manchmal im ariden Fynbos. Diese Art ist ziemlich häufig in größeren Höhenlagen im Inneren des südwestlichen Kaps. Die Bestände gelten als stabil. Sie wird in der Roten Liste der gefährdeten Arten Südafrikas als „least concern“ = „nicht gefährdet“ eingestuft.[8] Die Chromosomenzahl beträgt 2n = 20.[10]
- Ixia leipoldtii G.J.Lewis: Dieser seltene Endemit kommt nur in Barrydale im Westkap vor. Er gedeiht im Renosterveld in steinigen, lehmig-tonigen Böden. Er ist nur von einem Fundort bekannt, der weniger als 50 Exemplare enthält. Der Bestand ist durch Ausweitung von Weingärten fortlaufend bedroht. Sie wird in der Roten Liste der gefährdeten Pflanzenarten Südafrikas als „Critically Endangered“ = „vom Aussterben bedroht“ bewertet.[8]
- Ixia linderi Goldblatt & J.C.Manning: Dieser Endemit kommt nur in Piketberg, Zebrakop im Westkap vor. Er gedeiht im Fynbos an oberen Bereichen, felsiger, steiler Hänge in der Nähe von Wasser. Von diesem Habitatspezialisten ist nur ein Fundort bekannt, der wohl von Landwirtschaft bedroht sein wird. Sie wird in der Roten Liste der gefährdeten Pflanzenarten Südafrikas als „Critically Endangered“ = „vom Aussterben bedroht“ bewertet.[8]
- Ixia linearifolia Goldblatt & J.C.Manning: Dieser Endemit kommt nur in Roggeveld Escarpment nahe Sutherland im Nordkap vor. Dies ist ein Gebiet, das botanisch wenig untersucht ist, es könnte deshalb sein, dass neben dem einzigen bekannten Fundort weitere Standorte existieren. Er gedeiht im Renosterveld an felsigen Südhängen. Der kürzlich wiederentdeckte Fundort ist nicht gefährdet und der Bestand gilt als stabil. Sie wurde 2012 in der Roten Liste der gefährdeten Pflanzenarten Südafrikas als „Rare“ = „selten, aber nicht gefährdet“ bewertet.[8]
- Ixia longistylis (M.P.de Vos) Goldblatt & J.C.Manning (Syn.: Ixia polystachya var. longistylis M.P.de Vos): Sie wurde 2016 als Art eingestuft. Das Verbreitungsgebiet liegt im Tal des Breede River von Worcester bis Rawsonville im Westkap. Nach Habitatverlust sind nur noch zwei oder drei Fundorte verblieben.[8]
- Ixia longituba N.E.Br.: Es gibt zwei Unterarten:
  - Ixia longituba N.E.Br. subsp. longituba: Sie kommt vom Bot River bis Swellendam und Bredasdorp im Westkap vor. Sie gedeiht im Fynbos in schweren Lehmböden in niedrigen Höhenlagen. Über 90 % des ursprünglichen Areals sind durch Landwirtschaft verloren gegangen. Es sind nur noch weniger als zehn weit voneinander isolierte, kleine Fundorte bekannt. In den letzten 20 Jahren gab es nur vier Aufsammlungen auf sehr kleinen, degradierten Standorten. Sie wurde 2012 in der Roten Liste der gefährdeten Pflanzenarten Südafrikas als „endangered“ = „stark gefährdet“ bewertet.[8]
  - Ixia longituba subsp. macrosiphon Goldblatt & J.C.Manning: Dieser Endemit kommt nur in den Ausläufern der Riviersonderend-Berge zwischen Villiersdorp und Stormsvlei im Westkap vor. Er gedeiht im Fynbos auf schweren Lehmböden auf den unteren Bereichen von Hängen. Es sind weniger als fünf Fundorte bekannt, deren Bestände durch Landwirtschaft und invasive Pflanzenarten sich fortlaufend verringern. Sie wurde in der Roten Liste der gefährdeten Pflanzenarten Südafrikas als „endangered“ = „stark gefährdet“ bewertet.[8]
- Ixia maculata L.: Es gibt zwei Varietäten:[8]
  - Ixia maculata var. fuscocitrina (Desf. ex DC.) G.J.Lewis: Dieser Endemit gedeiht nur bei Darling im Westkap. Er gedeiht im Fynbos auf sandigen, meist feuchten Ebenen. Es sind nur ein bis fünf Fundorte bekannt. Die Bestände nehmen fortlaufend durch Landwirtschaft, Verstädterung und Sammeln für den Gartenbau. Diese Varietät ist hauptsächlich aus Kultur bekannt. Sie wurde in der Roten Liste der gefährdeten Pflanzenarten Südafrikas als „endangered“ = „stark gefährdet“ bewertet.[8]
  - Ixia maculata L. var. maculata: Dieser Endemit kommt von Piketberg bis Durbanville im Westkap vor. Er gedeiht im Fynbos auf saisonal wassergesättigten, sandigen oder granitischen Böden. Das Areal wird fortlaufend reduziert durch Verstädterung und Ausweitung von Weizen- sowie Kartoffeläcker, Weingärten, Zitrus- und Rooibostee-Plantagen. Es sind noch 14 bis 20 kleine Fundorte bekannt, die weiterhin beeinträchtigt werden. Sie wurde in der Roten Liste der gefährdeten Pflanzenarten Südafrikas als „Near Threatened“ = „gering gefährdet“ bewertet.[8]
- Ixia marginifolia G.J.Lewis: Sie ist von Loeriesfontein bis Fraserburg, Beaufort West und Matjiesfontein in den Provinzen Nord- sowie Westkap verbreitet. Sie gedeiht im Fynbos, in Nama-Karoo sowie Sukkulenten-Karoo auf tonigen oder lehmigen Böden. Sie ist relativ weitverbreitet sowie häufig. Sie wird in der Roten Liste der gefährdeten Arten Südafrikas als „least concern“ = „nicht gefährdet“ eingestuft.[8]
- Ixia metelerkampiae L.Bolus: Dieser Endemit kommt nur in den Bergregionen von Wellington bis Worcester im Westkap vor. Er gedeiht im Fynbos auf Berghängen. In diesen Bergregionen sind Bestände nicht bedroht und gelten als stabil. Sie wurde 2007 in der Roten Liste der gefährdeten Pflanzenarten Südafrikas als „Rare“ = „selten, aber nicht gefährdet“ bewertet.[8]
- Ixia micrandra Baker: Es gibt seit 2012 keine Varietäten mehr. Dieser Endemit kommt nur von Houw Hoek bis Kleinmond sowie De Hoop im Westkap vor. Er gedeiht im Fynbos im unteren Bereich von Sandsteinhängen. Es sind 15 und 20 Fundorte bekannt, an denen er durchaus häufig ist. Die Bestände nehmen fortlaufend ab durch Habitatverlust und invasive Pflanzenarten. Sie wurde in der Roten Liste der gefährdeten Pflanzenarten Südafrikas als „Near Threatened“ = „gering gefährdet“ bewertet.[8]
- Ixia minor (G.J.Lewis) Goldblatt & J.C.Manning (Syn.: Ixia micrandra var. minor G.J.Lewis): Dieser Endemit kommt nur in Wemmershoek, Franschhoek, Hottentots Holland und in den Kogelbergen im Westkap vor. Er gedeiht im Fynbos auf steinigen Sandsteinhängen. Alle Fundorte liegen in gut geschützten Gebieten. Er wird 2014 in der Roten Liste der gefährdeten Arten Südafrikas als „least concern“ = „nicht gefährdet“ eingestuft.[8]
- Ixia mollis Goldblatt & J.C.Manning (Syn.: Ixia flaccida (G.J.Lewis) Goldblatt & J.C.Manning, Ixia rapunculoides var. flaccida G.J.Lewis): Dieser Endemit kommt nur im Olifants River-Tal zwischen Clanwilliam und Citrusdal sowie in den westlichen Cederbergen im Westkap vor. Dieser Habitatspezialist gedeiht im Fynbos zwischen Felsen auf saisonal feuchten sandigen oder lehmigen Südhängen. Er ist nur von fünf Fundorten bekannt, die durch Ausweitung von Obstgärten bedroht sind. Sie wird 2011 in der Roten Liste der gefährdeten Pflanzenarten Südafrikas als „vulnerable“ = „gefährdet“ eingestuft.[8]
- Ixia monadelpha D.Delaroche (Syn.: Ixia columellaris Ker Gawl.): Dieser Endemit kommt nur von der Kap-Halbinsel bis Darling und Tulbagh im Westkap vor. Er gedeiht im Fynbos auf feuchten Sandebenen und unteren Bereichen von Hängen. Es gibt zehn historische Fundorte, aber nur zwei davon existieren noch. Die anderen sind durch Weizenäcker, Weingärten und Verstädterung verloren gegangen. Die Restbestände werden durch Habitatdegradierung durch Eintrag von Dünger und invasive Pflanzenarten beeinträchtigt. Sie wurde 2005 in der Roten Liste der gefährdeten Pflanzenarten Südafrikas als „endangered“ = „stark gefährdet“ bewertet.[8]
- Ixia monticola Goldblatt & J.C.Manning: Dieser Endemit kommt nur auf hohen Gipfeln im Du Toit's Kloof, Wemmershoek und in den Franschhoek-Bergen im Westkap vor. Dieser seltene Habitatspezialist gedeiht im Fynbos auf Sandsteinfelsen und -felswänden in Höhenlagen oberhalb von 1200 Metern. Er blüht wohl nur nach Buschbränden und wird nicht oft gefunden. Er wurde 2012 in der Roten Liste der gefährdeten Pflanzenarten Südafrikas als „Rare“ = „selten, aber nicht gefährdet“ bewertet.[8]
- Ixia mostertii M.P.de Vos: Dieser Endemit kommt nur im oberen Breede River-Tal zwischen Wolseley und Worcester im Westkap vor. Er gedeiht im Renosterveld. Es gibt fünf historische Fundorte (Herbarbelege), von denen drei durch Verstädterung, einer sogar erst zwischen 2005 und 2007, verloren gingen. In den letzten 10 Jahren sind mindestens 20 % der Bestände verloren gegangen. Es sind in der Natur weniger als 1000 blühfähige Exemplare noch vorhanden. Sie wurde 2008 in der Roten Liste der gefährdeten Pflanzenarten Südafrikas als „endangered“ = „stark gefährdet“ bewertet.[8]
- Ixia namaquana L.Bolus (Syn.: Ixia rapunculoides var. namaquana (L.Bolus) G.J.Lewis): Sie ist vom Richtersveld bis zu den nördlichen Cederbergen in West- sowie Nordkap verbreitet. Sie gedeiht in größeren Höhenlagen im Fynbos und in Sukkulenten-Karoo im nördlichen Namaqualand auf Lehmböden, in den Kamiesberg auf Granitschottern und weiter südlich über Sandstein. In den Bergregionen ist sie nicht durch menschliche Aktivitäten gefährdet. Sie wird 2011 in der Roten Liste der gefährdeten Arten Südafrikas als „least concern“ = „nicht gefährdet“ eingestuft.[8]
- Ixia nutans Goldblatt & J.C.Manning: Sie wurde 2016 erstbeschrieben. Sie kommt in der westlichen Little Karoo im Westkap vor.[11]
- Ixia odorata Ker Gawl.: Sie ist von Olifants River-Bergen und Piketberg bis zur Kap-Halbinsel, der Kleinrivier-Bergen und Elim im Westkap verbreitet. Sie gedeiht im Fynbos meist auf Hängen über Sandstein auf Granit-Aufschlüssen im Darling-Gebiet. Nur wenige Tiefland-Fundorte sind durch Habitatverlust durch Verstädterung und Ackerbau bedroht, aber diese häufige Art ist insgesamt nicht gefährdet. Sie wird 2012 in der Roten Liste der gefährdeten Arten Südafrikas als „least concern“ = „nicht gefährdet“ eingestuft.[8]
- Ixia orientalis L.Bolus (Syn.: Ixia alba Eckl. non L.): Sie ist von Caledon bis Bathurst und bis zu den Amathole-Bergen im West- sowie Ostkap verbreitet. Sie gedeiht im „Albany-Dickicht“, Fynbos sowie im Grasland auf saisonal feuchten Standorten, steinigen Küstengrasland, Lehmhügeln und trockenen Sandsteinhängen. Sie ist die am weitesten verbreitete Ixia-Art und deshalb nicht gefährdet. Die Bestände gelten als stabil. Sie wird in der Roten Liste der gefährdeten Arten Südafrikas als „least concern“ = „nicht gefährdet“ eingestuft.[8]
- Ixia paniculata D.Delaroche: Sie ist von den Bokkeveld-Bergen nördlich von Nieuwoudtville bis zur Kap-Halbinsel und Kleinmond im West- sowie Nordkap verbreitet. Sie gedeiht im Fynbos in saisonal feuchten sandigen Böden in Sickerbereichen oder Drainagebänder auf Sandsteinhängen und in Küstenebenen. Diese häufige Art ging nur in den Küstenebenen sowie auf der Kap-Halbinsel und ist nicht gefährdet. Sie wird in der Roten Liste der gefährdeten Arten Südafrikas als „least concern“ = „nicht gefährdet“ eingestuft.[8] Die Chromosomenzahl beträgt 2n = 20.[10]
- Ixia parva Goldblatt & J.C.Manning (Syn.: Ixia latifolia var. parviflora G.J.Lewis): Dieser Endemit kommt nur Matjiesfontein bis Laingsburg im Westkap vor. Sie gedeiht in der Sukkulenten-Karoo an Südhängen über Schiefergestein. Von dieser Art ist nur wenig bekannt und sie wurde nur an drei Fundorten in einem Gesamtareal von nur 22 km² gesammelt. Sie potentiell gefährdet durch Überweidung. Sie wird in der Roten Liste der gefährdeten Pflanzenarten Südafrikas als „vulnerable“ = „gefährdet“ eingestuft.[8]
- Ixia patens Aiton: Es gibt zwei Varietäten:
  - Ixia patens var. linearifolia G.J.Lewis: Dieser Endemit kommt nur von Villiersdorp bis Worcester im Westkap vor. Er gedeiht im Fynbos an Lehmhängen und sandigem Lehm an der Basis von Hügeln. Er ist nur von zwei Fundorten bekannt. Die Bestände sind durch Weingärten und Entwicklung der Infrastruktur gefährdet und nehmen fortlaufend ab. Er wurde 2008 in der Roten Liste der gefährdeten Pflanzenarten Südafrikas als „endangered“ = „stark gefährdet“ bewertet.[8]
  - Ixia patens Aiton var. patens: Sie wurde in der Roten Liste der gefährdeten Pflanzenarten Südafrikas als „endangered“ = „stark gefährdet“ bewertet.[8]
- Ixia pauciflora G.J.Lewis: Sie ist im Westkap verbreitet. Die Bestände gelten als stabil. Sie wird 2005 in der Roten Liste der gefährdeten Arten Südafrikas als „least concern“ = „nicht gefährdet“ eingestuft.[8]
- Ixia paucifolia G.J.Lewis: Sie kommt in Westlichen Kleinen Karoo zwischen De Doorns, Montagu und Vanwyksdorp im Westkap vor. Sie gedeiht im Fynbos auf exponierten, trockenen Schieferhängen. Es sind mehr als zehn Fundorte bekannt und die Bestände sind nicht gefährdet und stabil. Die Blüte wird durch Buschbrände stimuliert und sie wird wohl oft übersehen. Es gibt nur wenige und fast nur ältere Aufsammlungen. Sie wird 2012 in der Roten Liste der gefährdeten Arten Südafrikas als „least concern“ = „nicht gefährdet“ eingestuft.[8]
- Ixia pavonia Goldblatt & J.C.Manning: Dieser Endemit kommt nur Roggeveld Escarpment im Nordkap vor. Er gedeiht im Fynbos steinigen, flachgründigen Lehmböden auf steilen Hängen. Es ist nur ein Fundort bekannt. Die Bestände befinden sich auf der Farm Vondelingsfontein, deren Flächen kultiviert werden, aber die steilen Hänge können nicht bearbeitet werden. Diese Art blüht nur nach Buschbränden und ist auf dieser recht häufig. Es könnte sein, dass es weitere Bestände gibt, aber ohne Buschbrand kann man sie nicht finden, daher gibt es so wenige Aufsammlungen. Sie wurde 2012 in der Roten Liste der gefährdeten Pflanzenarten Südafrikas als „Rare“ = „selten, aber nicht gefährdet“ bewertet.[8]
- Ixia polystachya L.: Es gibt vier Varietäten:
  - Ixia polystachya var. crassifolia G.J.Lewis: Sie ist im Westkap verbreitet. Die Bestände gelten als stabil. Sie wird in der Roten Liste der gefährdeten Arten Südafrikas als „least concern“ = „nicht gefährdet“ eingestuft.[8]
  - Ixia polystachya var. longistylis M.P.de Vos: Dieser Endemit kommt in den Ebenen westlich von Worcester bis Wolseley im Westkap vor. Er gedeiht im Fynbos auf gut drainierten alluvialen Sanden. Das ursprüngliche Areal ist durch Weingärten verkleinert worden, dies setzt sich fort. Es sind nur noch zwei oder drei Fundorte bekannt. Die Restbestände sind fortlaufend bedroht. Sie wurde 2011 in der Roten Liste der gefährdeten Pflanzenarten Südafrikas als „endangered“ = „stark gefährdet“ bewertet.[8]
  - Ixia polystachya var. lutea (Ker Gawl.) G.J.Lewis: Sie ist im Westkap verbreitet. Die Bestände gelten als stabil. Sie wird in der Roten Liste der gefährdeten Arten Südafrikas als „least concern“ = „nicht gefährdet“ eingestuft.[8]
  - Ixia polystachya L. var. polystachya: Sie ist im Westkap verbreitet. Die Bestände gelten als stabil. Sie wird in der Roten Liste der gefährdeten Arten Südafrikas als „least concern“ = „nicht gefährdet“ eingestuft.[8]
- Ixia pumilio Goldblatt & Snijman: Diese Art wurde 1983 entdeckt und 1984/5 nochmals gefunden, erst 2012 wurde sie ein weiteres Mal gesammelt. Dieser Endemit kommt nur im Breede River-Tal südlich von Worcester im Westkap vor. Er gedeiht im Fynbos in tiefgründigen alluvialen Sanden an Flussufern. Es wurden nur zwei Fundorte auf einer Gesamtfläche von weniger als 10 km² bekannt. Die beiden voneinander isolierten Fundorte sind im privaten Besitz auf angrenzendem Farmland und sind durch Weingärten und Habitatdegradation durch invasive Pflanzenarten fortlaufend bedroht. Es sollen nur noch weniger als 200 Exemplare je Fundort vorhanden sein. Sie wurde 2012 in der Roten Liste der gefährdeten Pflanzenarten Südafrikas als „endangered“ = „stark gefährdet“ bewertet. Weitere Untersuchungen sind erforderlich.[8] Die Chromosomenzahl beträgt 2n = 20.[10]
- Ixia purpureorosea G.J.Lewis: Dieser Endemit kommt nur auf der Vredenburg-Halbinsel von Vredenburg bis Saldanha im Westkap vor. Dieser Habitatspezialist gedeiht im Fynbos auf Küstenkalkstein und Ortsteindecken. Auf einer Gesamtfläche von etwa 101 km² sind nur sechs oder sieben kleine Fundorte bekannt. Die Bestände nehmen durch Entwicklung der Küste, Verstädterung und Kalksteinabbau fortlaufend ab. Die Fundorte enthalten alle weniger als 500 Exemplare und der Gesamtbestand wird auf weniger als 2000 blühfähige Exemplare geschätzt. Sie wird 2012 in der Roten Liste der gefährdeten Pflanzenarten Südafrikas als „vulnerable“ = „gefährdet“ eingestuft.[8]
- Ixia ramulosa (G.J.Lewis) Goldblatt & J.C.Manning: Sie kommt in Kamieskroon und von der Bokkeveld-Schichtstufe bis zu den Koebee-Bergen im Nord- sowie Westkap vor. Sie gedeiht im Fynbos und in der Sukkulenten-Karoo auf granitischen Sand oder leichten tonigen Lehmböden. Es sind etwa 20 Fundorte bekannt und dort ist sie teilweise auch ziemlich häufig. An einigen Fundorten sind die Bestände durch Ackerbau und Überweidung gefährdet. Auf den Ebenen westlich von Kamieskroon gingen in der Vergangenheit große Areale verloren. Der größte Teil dieser Fläche ist heute Teil des Namaqua Nationalparks und so gehen dort die Bestände nicht weiter zurück. Etwa 10 % des ursprünglichen Areals in den Kamiesbergen sind verloren gegangen und dort sind die Bestände weiterhin bedroht durch Überweidung. Diese Art ist auch gut geschützt im Oorlogskloof Naturreservat. Insgesamt nehmen die Bestände dieser stellenweise häufigen Art fortlaufend ab. Sie wurde in der Roten Liste der gefährdeten Pflanzenarten Südafrikas als „Near Threatened“ = „gering gefährdet“ bewertet.[8]
- Ixia rapunculoides Delile: Sie ist in der westlichen Karoo von Loeriesfontein bis Sutherland im Nord- sowie Westkap relativ weitverbreitet. Sie gedeiht im Fynbos, in der Sukkulenten-Karoo und im Renosterveld auf Lehmböden. Sie wird 2011 in der Roten Liste der gefährdeten Arten Südafrikas als „least concern“ = „nicht gefährdet“ eingestuft.[8]
- Ixia recondita Goldblatt & J.C.Manning: Dieser Endemit kommt nur an der südlichen Basis des Leeurivierberges westlich von Swellendam im Westkap vor. Er gedeiht im Fynbos an steinigen Standorten in tiefen Schluchten an Südhängen. Diese seltene Art ist nur von einem Gebiet kleiner als 10 km² von nur zwei Aufsammlungen bekannt. Der Bestand ist durch invasive Pflanzenarten, die sich entlang von Drainagebändern ausbreiten, potentiell gefährdet. Sie wird 2012 in der Roten Liste der gefährdeten Pflanzenarten Südafrikas als „vulnerable“ = „gefährdet“ eingestuft.[8]
- Ixia rigida Goldblatt & J.C.Manning: Dieser Endemit kommt nur in der Roggeveld-Schichtstufe im Nordkap vor. Die gesamte Roggeveld-Schichtstufe ist stark überweidet. Er gedeiht im Fynbos auf felsigen roten Lehmböden auf Dolerit-Aufschlüssen. In einem Gebiet von nur etwa 89 km² sind nur fünf Fundorte bekannt. Obwohl auf den Fundorte Überweidung vorliegt ist diese Art nur insoweit beeinträchtigt, dass durch den Fraß der Weidetiere während der Blütezeit keine Samen gebildet werden, aber die Zwiebeln überleben und sorgen für vegetative Vermehrung. Die Zahl der Exemplare kann aber auf lange Sicht potentiell abnehmen durch die Habitatdegradation durch die fortdauernde Überweidung. Sie wird 2014 in der Roten Liste der gefährdeten Pflanzenarten Südafrikas als „vulnerable“ = „gefährdet“ eingestuft.[8]
- Ixia robusta (G.J.Lewis) Goldblatt & J.C.Manning (Syn.: Ixia rapunculoides var. robusta G.J.Lewis): Dieser Endemit kommt nur nördlich von Calvinia sowie östlich von Hantamsberg im Nordkap vor. Diese seltene Art kommt nur in einem Gesamtareal von etwa 80 km² vor. Dieser Habitatspezialist gedeiht in der Sukkulenten-Karoo in der Ebene und im unteren Bereich von Hängen auf Lehmböden zwischen Dolerit-Blöcken vor. Sie wurde 2011 in der Roten Liste der gefährdeten Pflanzenarten Südafrikas als „Rare“ = „selten, aber nicht gefährdet“ bewertet.[8]
- Ixia roseoalba Goldblatt & J.C.Manning: Sie wurde 2016 erstbeschrieben. Dieser Endemit gedeiht an felsigen Südhängen nur von Montagu bis MacGregor im Westkap.[8]
- Ixia rouxii G.J.Lewis: Dieser Endemit kommt nur von Porterville bis Wellington im Westkap vor. Er gedeiht im Tiefland im Swartland- sowie Breede-Alluvium-Fynbos im unteren Bereich von Hängen und in der Ebene. Nachdem das bekannte, kleine Gesamtareal (von historisch nur 900 km²) in Ackerflächen umgewandelt wurde, glaubte man, dass diese Art ausgestorben ist. 2007 entdeckte man einen kleinen Fundort mit 22 ha auf der weniger als 50 Exemplare überlebt haben. Dieser Restbestand ist fortlaufend bedroht durch Verstädterung, Buschbrände, Überweidung und invasive Pflanzenarten. Für dieses artenreiche Gebiet wurden ein Plan mit Schutzmaßnahmen erarbeitet, doch nur ein kleiner Bereich des Habitats dieser Art ist darin enthalten. Der Restbestand nimmt fortlaufend ab. Sie wird 2011 in der Roten Liste der gefährdeten Pflanzenarten Südafrikas als „Critically Endangered“ = „vom Aussterben bedroht“ bewertet.[8]
- Ixia sarmentosa Goldblatt & J.C.Manning: Sie wurde 2016 erstbeschrieben. Sie kommt von Porterville bis Kleinmond und Hermanus im Westkap vor. Der Habitatverlust ist groß und es sind höchstens zehn voneinander isolierte Fundorte verblieben.[8]
- Ixia saundersiana Goldblatt & J.C.Manning: Dieser Endemit kommt nur in Swartruggens und den Hex-River-Bergen im Westkap vor. Er gedeiht im felsigen Fynbos in größeren Höhenlagen. Diese seltene Art ist nur von zwei voneinander isolierten Fundorten in einem Gesamtareal von weniger als 500 km² bekannt. Von dieser Art ist nur wenig bekannt und sie wurde 2011 erstbeschrieben. Durch den hochgelegenen Standort wird vermutet, dass diese Art nicht gefährdet ist. Sie wurde 2012 in der Roten Liste der gefährdeten Pflanzenarten Südafrikas als „Rare“ = „selten, aber nicht gefährdet“ bewertet.[8]
- Ixia scillaris L.: Es gibt drei Unterarten:
  - Ixia scillaris subsp. latifolia Goldblatt & J.C.Manning (Syn.: Ixia polystachya var. incarnata Andrews, Ixia reflexa Andrews, Ixia rotata Ker Gawl. nom. illeg., Ixia scillaris var. angustifolia Ker Gawl., Ixia scillaris var. latifolia Ker Gawl., Ixia scillaris var. subundulata G.J.Lewis): Sie ist vom nördlichen Namaqualand bis zum Bokkeveld Escarpment, den Cederbergen und dem Olifants River-Tal im Nord- sowie Westkap relativ weitverbreitet. Sie gedeiht im Fynbos sowie Sukkulenten-Karoo auf sandigen Böden auf Felsaufschlüssen und an Hängen. Sie ist im Verbreitungsgebiet häufig. Nach Buschbränden blüht sie besonders reichlich. Sie wird 2014 in der Roten Liste der gefährdeten Arten Südafrikas als „least concern“ = „nicht gefährdet“ eingestuft.[8]
  - Ixia scillaris L. subsp. scillaris (Syn.: Ixia pentandra L. f.): Dieser Endemit kommt von Tulbagh und Darling bis zur Kap-Halbinsel und Somerset West im Westkap vor. Er gedeiht im Fynbos auf sandigen Granit-Schotterflächen. Weniger als 30 % des ursprünglichen Verbreitungsgebietes sind noch vorhanden; die Habitate gingen durch Verstädterung (besonders auf der Kap-Halbinsel) und durch Anbauflächen, hauptsächlich Weingärten verloren. Es sind noch 15 bis 20 Fundorte bekannt. Die restlichen Fundorte sind fortlaufend durch Habitatverlust sowie -degradation und durch Konkurrenz invasiver Pflanzenarten sowie Überweidung bedroht. Sie wird 2014 in der Roten Liste der gefährdeten Pflanzenarten Südafrikas als „Near Threatened“ = „gering gefährdet“ bewertet.[8]
  - Ixia scillaris subsp. toximontana Goldblatt & J.C.Manning: Dieser Endemit kommt nur in Gifberg und auf den Matsikamma-Bergen in der Nähe von Vanrhynsdorp im Westkap vor. Dieser Habitatspezialist gedeiht im Fynbos in saisonal feuchten, flachgründigen, sandigen Böden, die über Sandsteindecken auf Gipfelplateaus liegen. Diese Standorte sind nicht durch Ackerbau nutzbar und so sind die Bestände auch nicht gefährdet. Sie wird 2014 in der Roten Liste der gefährdeten Pflanzenarten Südafrikas als „Rare“ = „selten, aber nicht gefährdet“ bewertet.[8]
- Ixia seracina Goldblatt & J.C.Manning: Sie wurde 2015 erstbeschrieben. Es sind nur zwei Fundorte in Bergregionen in Cold Bokkeveld und den Grootwinterhoek-Bergen bekannt.[12]
- Ixia simulans Goldblatt & J.C.Manning: Dieser Endemit kommt in den Langebergen sowie Riviersonderend-Bergen im Westkap vor. Er gedeiht in Bergregionen im Fynbos an steilen, felsigen Sandsteinhängen. Alle bekannten Fundorte liegen in ungestörter Bergvegetation in der es derzeit keine Gefährdung gibt. Die Bestände gelten als stabil. Sie wird 2014 in der Roten Liste der gefährdeten Arten Südafrikas als „least concern“ = „nicht gefährdet“ eingestuft.[8]
- Ixia splendida G.J.Lewis: Dieser Endemit kommt nur auf dem Zebrakop einem der höchsten Berge in den Piketbergen im Westkap vor. Er ist nur von einem Fundort mit einer Fläche von weniger als 1 km² bekannt. Er gedeiht im Fynbos an kühlen, feuchten, sandigen Standorten in der Nähe von Fließgewässern in Höhenlagen oberhalb 1000 Metern am oberen Bereich felsiger, steiler Hänge. Dieses Gebiet kann wohl nicht landwirtschaftlich genutzt werden und so ist diese Art, obwohl sie ein so kleines Areal besitzt, nicht gefährdet. Sie wird 2012 in der Roten Liste der gefährdeten Pflanzenarten Südafrikas als „Critically Endangered“ = „vom Aussterben bedroht“ bewertet.[8]
- Ixia stenophylla Goldblatt & J.C.Manning (Syn.: Ixia fucata var. filifolia G.J.Lewis): Dieser Endemit kommt isoliert in den westlichen Hex-River-Bergen sowie Langebergen und hauptsächlich in den Riviersonderend-Bergen in der Umgebung von Worcester im Westkap vor. Er gedeiht im Fynbos auf felsigen Nordhängen und manchmal Südhängen über Sandstein. Es gab in den 1970er Jahren einen Fundbericht aus den Ebenen südlich von Villiersdorp; dieses Gebiet wurde in Obstplantagen und Weingärten umgewandelt und dieser Bestand ist wohl erloschen. Alle anderen Fundorte liegen in geschützten Berggebieten und die Bestände sind dort sicher. Sie wird 2012 in der Roten Liste der gefährdeten Arten Südafrikas als „least concern“ = „nicht gefährdet“ eingestuft.[8]
- Ixia stohriae L.Bolus: Dieser Endemit kommt nur in den Langebergen zwischen Montagu und Barrydale im Westkap vor. Er gedeiht im Fynbos an Sandsteinhängen in Höhenlagen von 300 bis 800 Metern. Der größte Teil seines nur 213 km² umfassenden Verbreitungsgebietes ist geschützt und diese Art ist lokal häufig, deshalb ist sie nicht gefährdet. Ixia stohriae blüht wohl nur nach Buschbränden, und so sieht man diese Art nur selten. Sie wurde 2012 in der Roten Liste der gefährdeten Pflanzenarten Südafrikas als „Rare“ = „selten, aber nicht gefährdet“ bewertet.[8]
- Ixia stolonifera G.J.Lewis: Dieser Endemit ist nur vom Kiesiesberg im Distrikt Montagu im Westkap bekannt. Die letzte Aufsammlung erfolgte 1946, es ist wenig über diese Art bekannt und es gibt keine Information zum Habitat.[8]
- Ixia stricta (Eckl. ex Klatt) G.J.Lewis: Dieser Endemit kommt nur von Houw Hoek bis Bredasdorp im Westkap vor. Er gedeiht im Fynbos auf Sandstein und lehmigen, tonigen Böden an unteren Bereichen von Hängen. Das Gesamtverbreitungsgebiet wurde durch Ackerbau in voneinander isolierte kleine Restareale zerstückelt. Es sind nur noch 10 bis 15 Fundorte bekannt. Diese verbliebenen Fundorte sind fortlaufend durch Habitatverlust und -degradation durch Überweidung sowie die Konkurrenz invasiver Pflanzenarten und Buschbrände bedroht. Im Houw Hoek-Gebiet und in den Groenland-Bergen gingen die Habitate durch Nutzholzplantagen verloren. An den niedrigen Küstenbergen bei Hermanus, Bredasdorp sowie an den Caledon Swartbergen haben sich die Bestände verringert. Diese Art wurde nur selten gesammelt, das liegt wohl an der späten Blütenzeit und so wurde sie wohl übersehen. Die meisten Fundorte sind Angaben auf alten Herbarbelegen mit ungenauen Angaben, so ist es schwer, sie wiederzufinden, und eine gute Abschätzung der Restbestände kaum möglich. Sie wird 2014 in der Roten Liste der gefährdeten Pflanzenarten Südafrikas als „Near Threatened“ = „gering gefährdet“ bewertet.[8]
- Ixia superba J.C.Manning & Goldblatt: Dieser Endemit kommt nur auf den nördlichen Ausläufern der Langeberge östlich von Montagu im Westkap vor. Sie gedeiht im Renosterveld und Fynbos-Renosterveld auf sandigen oder leicht tonigen Böden. Sie ist nur von drei Fundorten bekannt, die potentiell durch Ausweitung der Landwirtschaft, besonders Weingärten, gefährdet sind. Sie wird 2010 in der Roten Liste der gefährdeten Pflanzenarten Südafrikas als „vulnerable“ = „gefährdet“ eingestuft.[8]
- Ixia tenuifolia Vahl (Syn.: Ixia framesii L.Bolus): Dieser Endemit kommt nur von Malmesbury bis Darling und Kalbaskraal im Westkap vor. Er gedeiht im Fynbos auf saisonal feuchten lehmigen Ebenen. Vom ursprünglichen 31 km² kleinen Areal sind noch 18 km² verblieben. Die Flächen gingen durch Ackerbau verloren. Es sind noch zwei oder drei Fundorte bekannt; an einem wurden zuletzt 1995 Exemplare gesehen. Die Restbestände gehen durch Konkurrenz mit invasiven Pflanzenarten fortlaufend zurück und sind gefährdet. Der Fundort im „Riverlands Provincial Nature Reserve“ ist geschützt und dort wurden die invasiven Pflanzenarten entfernt; es muss fortlaufend gegen eine Wiederbesiedlung mit Acacia spec. gekämpft werden. Sie wurde 2012 in der Roten Liste der gefährdeten Pflanzenarten Südafrikas als „endangered“ = „stark gefährdet“ bewertet.[8]
- Ixia tenuis Goldblatt & J.C.Manning: Dieser Endemit kommt nur in Piketberg im Westkap vor. Er gedeiht im Fynbos auf feuchten, felsigen Südhängen auf Sandstein. Auf einem Gesamtverbreitungsgebiet von nur 24 km² sind nur drei Fundorte bekannt. An allen drei Fundorten sind die Bestände potentiell bedroht durch die Konkurrenz invasiver Neophyten. Sie wird 2014 in der Roten Liste der gefährdeten Pflanzenarten Südafrikas als „vulnerable“ = „gefährdet“ eingestuft.[8]
- Ixia teretifolia Goldblatt & J.C.Manning: Dieser Endemit kommt nur in der Roggeveld-Schichtstufe westlich von Sutherland im Nordkap vor. Er gedeiht im Fynbos und in der Sukkulenten-Karoo an felsigen, grasigen Standorten an der Basis von Sandsteinfelswänden. Es ist nur ein Fundort 200 Meter entlang einer Felswand bekannt. Von diesem Habitatspezialisten gibt es am Naturstand weniger als 100 blühfähige Exemplare. Die Suche im Roggeveld Escarpment ein ähnliches Habitat zu finden ist gescheitert. Trotzdem gilt diese Art als nicht gefährdet. Sie wird 2014 in der Roten Liste der gefährdeten Pflanzenarten Südafrikas als „Rare“ = „selten, aber nicht gefährdet“ bewertet.[8]
- Ixia thomasiae Goldblatt: Dieser Endemit kommt nur in der zentralen Roggeveld-Schichtstufe westlich von Middelpos im Nordkap vor. Er gedeiht in der Sukkulenten-Karoo auf schweren Lehmböden auf dem Talgrund. Von dieser seltenen Art sind nur zwei oder drei Fundorte mit einem Gesamtareal von nur 2 km² bekannt. Seit 1996 wurden in diesem kleinen Verbreitungsgebiet die Ackerflächen erweitert und der Habitatverlust geht fortlaufend weiter. Sie wurde 2012 in der Roten Liste der gefährdeten Pflanzenarten Südafrikas als „endangered“ = „stark gefährdet“ bewertet.[8] Die Chromosomenzahl beträgt 2n = 20.[10]
- Ixia trifolia G.J.Lewis: Dieser Endemit kommt von der Roggeveld-Schichtstufe bis Matjiesfontein in den Provinzen Nord- sowie Westkap vor. Er gedeiht im Fynbos und in der Sukkulenten-Karoo auf Lehmböden. Diese Art kommt lokal häufig vor und die Bestände gelten als stabil. Sie wird 2014 in der Roten Liste der gefährdeten Arten Südafrikas als „least concern“ = „nicht gefährdet“ eingestuft.[8]
- Ixia trinervata (Baker) G.J.Lewis: Dieser Endemit kommt nur von Elgin bis Caledon im Westkap vor. Er gedeiht im Renosterveld über Schiefergestein. Mehr als 85 % des ursprünglichen Tiefland-Renosterveld-Areals sind durch Ackerflächen verloren gegangen. Es sind noch sechs bis zehn stark voneinander isolierte, kleine Fundorte bekannt. Alle Restbestände verringern sich fortlaufend, beispielsweise durch die Konkurrenz invasiver Neophyten und Überweidung. Es fehlen Buschfeuer damit die Bestände blühen. Sie wird 2014 in der Roten Liste der gefährdeten Pflanzenarten Südafrikas als „endangered“ = „stark gefährdet“ bewertet.[8]
- Ixia vanzijliae L.Bolus: Dieser Endemit kommt nur von Bonnievale bis Worcester im Westkap vor. Er gedeiht im Fynbos auf trockenen Böden über Schiefergestein. In den letzten 20 Jahren gingen mehr 50 % des ursprünglichen Areals an Weingärten verloren und dieser Trend setzt sich fort. Es sind noch fünf bis zehn Fundorte bekannt. Sie wird 2009 in der Roten Liste der gefährdeten Pflanzenarten Südafrikas als „vulnerable“ = „gefährdet“ eingestuft.[8]
- Ixia versicolor G.J.Lewis: Dieser Endemit kommt nur von Stellenbosch bis Somerset West im Westkap vor. Er gedeiht im Fynbos auf saisonal feuchten Lehmebenen. In den letzten 25 Jahren gingen mehr als 80 % der Fundorte und Gesamtfläche durch die Verstädterung von Gordon’s Bay und Somerset West verloren. Der große Fundort an Disa Road in Gordon’s Bay ging 2005 verloren. Es gibt nur noch zwei stark voneinander isolierte, kleine Restbestände mit einer Fläche von weniger als 1 km². Beide Restbestände verkleinern sich fortlaufend durch die Konkurrenz mit invasiven, neophytischen Grasarten. Sie wird 2006 in der Roten Liste der gefährdeten Pflanzenarten Südafrikas als „Critically Endangered“ = „vom Aussterben bedroht“ bewertet.[8]
- Ixia vinacea G.J.Lewis: Dieser Endemit kommt nur in Tulbagh im Westkap vor. Er gedeiht im Fynbos auf steinigen Lehmebenen. Mindestens 80 % des ursprünglichen Areals gingen in den letzten 100 Jahren an Weingärten und Obstanbauflächen verloren. Es sind noch drei bis vier Restfundorte mit einer Gesamtfläche von weniger als 10 km² vorhanden. Der Habitatverlust dauert an und die Bestände sind durch invasive Pflanzenarten gefährdet. Sie wurde 2009 in der Roten Liste der gefährdeten Pflanzenarten Südafrikas als „endangered“ = „stark gefährdet“ bewertet.[8]
- Ixia viridiflora Lam.: Es gibt zwei Varietäten:
  - Ixia viridiflora var. minor M.P.de Vos: Dieser Endemit kommt nur in Wolseley im Westkap vor. Er gedeiht im Fynbos auf Ebenen über Schiefergestein. In den letzten 100 Jahren sind mindestens 80 % des Areals an Wein- sowie Obstgärten verloren gegangen. Sicher bekannt ist nur ein Fundort mit weniger als 50 Exemplaren in einem Obstgarten, von einem zweiten Fundort wurde berichtet. Der Restbestand verringert sich fortlaufend. Diese Varietät wird 2008 in der Roten Liste der gefährdeten Pflanzenarten Südafrikas als „Critically Endangered“ = „vom Aussterben bedroht“ bewertet.[8]
  - Ixia viridiflora Lam. var. viridiflora: Dieser Endemit kommt nur im nördlichen Tulbagh-Tal im Westkap vor. Er gedeiht im Fynbos auf Ebenen in Böden über Sand- bis Schiefergestein. In den letzten 100 Jahren sind über 70 % des Areals an Wein- sowie Obstgärten verloren gegangen. Es sind nur noch drei Restfundorte in Obstgärten bekannt. Die Restbestände sind weitere Habitatverluste sowie -degradation, durch invasive Neophyten, fehlende Buschbrände und Entnahmen von Exemplaren für den Gartenbau gefährdet. Sie wurde 2006 in der Roten Liste der gefährdeten Pflanzenarten Südafrikas als „endangered“ = „stark gefährdet“ bewertet.[8]

Nicht mehr zur Gattung Ixia gehören:
- Ixia africana L. ⇒ Aristea africana (L.) Hoffmanns.
- Ixia angusta Willd. ⇒ Hesperantha angusta (Willd.) Ker Gawl.
- Ixia bulbifera L. ⇒ Sparaxis bulbifera (L.) Ker Gawl.
- Ixia bulbocodium (L.) L. ⇒ Romulea bulbocodium (L.) Sebast. & Mauri
- Ixia chinensis L. ⇒ Iris domestica Goldblatt & Mabb.
- Ixia corymbosa L. ⇒ Lapeirousia corymbosa (L.) Ker Gawl.
- Ixia crocata L. ⇒ Tritonia crocata (L.) Ker Gawl.
- Ixia deusta Aiton ⇒ Tritonia deusta (Aiton) Ker Gawl.
- Ixia flabellifolia D.Delaroche ⇒ Tritonia flabellifolia (D.Delaroche) G.J.Lewis
- Ixia fugacissima L. f. ⇒ Moraea fugacissima (L. f.) Goldblatt
- Ixia gladiolaris Lam. ⇒ Tritonia gladiolaris (Lam.) Goldblatt & J.C.Manning
- Ixia grandiflora D.Delaroche ⇒ Sparaxis grandiflora (D.Delaroche) Ker Gawl.
- Ixia hirta Thunb. ⇒ Geissorhiza inflexa (D.Delaroche) Ker Gawl.
- Ixia hyalina L. f. ⇒ Tritonia crocata (L.) Ker Gawl.
- Ixia inflexa D.Delaroche ⇒ Geissorhiza inflexa (D.Delaroche) Ker Gawl.
- Ixia pendula L. f. ⇒ Dierama pendulum (L. f.) Baker
- Ixia pyramidalis Lam. ⇒ Lapeirousia pyramidalis (Lam.) Goldblatt
- Ixia thyrsiflora D.Delaroche ⇒ Aristea thyrsiflora (D.Delaroche) N.E.Br.
- Ixia tricolor Schneev. ⇒ Sparaxis tricolor (Schneev.) Ker Gawl.

## Nutzung
Sorten einiger Arten werden als Zierpflanzen verwendet.

## Ergänzende Literatur
- Peter Goldblatt, John C. Manning: Systematics of the southern African genus Ixia (Iridaceae). 1. The I. rapunculoides complex, In: Bothalia, Volume 38, 2008, S. 1–22.
- John C. Manning, Peter Goldblatt: Systematics of the southern African genus Ixia (Iridaceae). 3. Sections Hyalis and Morphixia. In: Bothalia. Volume 41, Issue 1, 2011, S. 83–134.
- Peter Goldblatt, John C. Manning: Systematics of the southern African genus Ixia (Iridaceae: Crocoideae): 4. Revision of sect. Dichone. In: Bothalia. Volume 42, Issue 2, 2012, S. 87–110, Figur 1–11.

## Historische Literatur
- G. J. Lewis: South African iridaceae: the Genus Ixia. In: Journal of South African Botany, Volume 27, S. 1962, S. 45–195.